# Минский автомобильный завод
ОАО «Минский автомобильный завод» (МАЗ) — управляющая компания холдинга «БЕЛАВТОМАЗ» (бел. Мінскі аўтамабільны завод) — советская и белорусская автомобилестроительная компания, специализирующаяся на выпуске большегрузной автомобильной, а также автобусной, троллейбусной и прицепной техники.
Торговая марка МАЗ широко известна в СНГ и в дальнем зарубежье. Автомобили МАЗ поставлялись в более чем 45 стран мира. После проблемного периода начала 1990-х годов МАЗ смог вернуться на большинство из этих рынков.
Как управляющая компания входит в холдинг «БелавтоМАЗ», в составе которого находятся также ОАО «БААЗ», Барановичи, ОАО «ОЗАА», Осиповичи; ОАО «КЗТШ», Жодино; ОАО «ДЭМЗ», Дзержинск; ОАО «Гродненский механический завод»; ОАО «ТАиМ», Бобруйск, и другие. Номенклатура выпускаемой Минским автозаводом продукции превышает 400 моделей, модификаций и комплектаций.
В то же время «МАЗ» является кузовосварочным заводом, не производящим какие-либо автозапчасти.
С 2021 года «Минский автомобильный завод» находится под международными санкциями всех стран Евросоюза и других стран.

## История

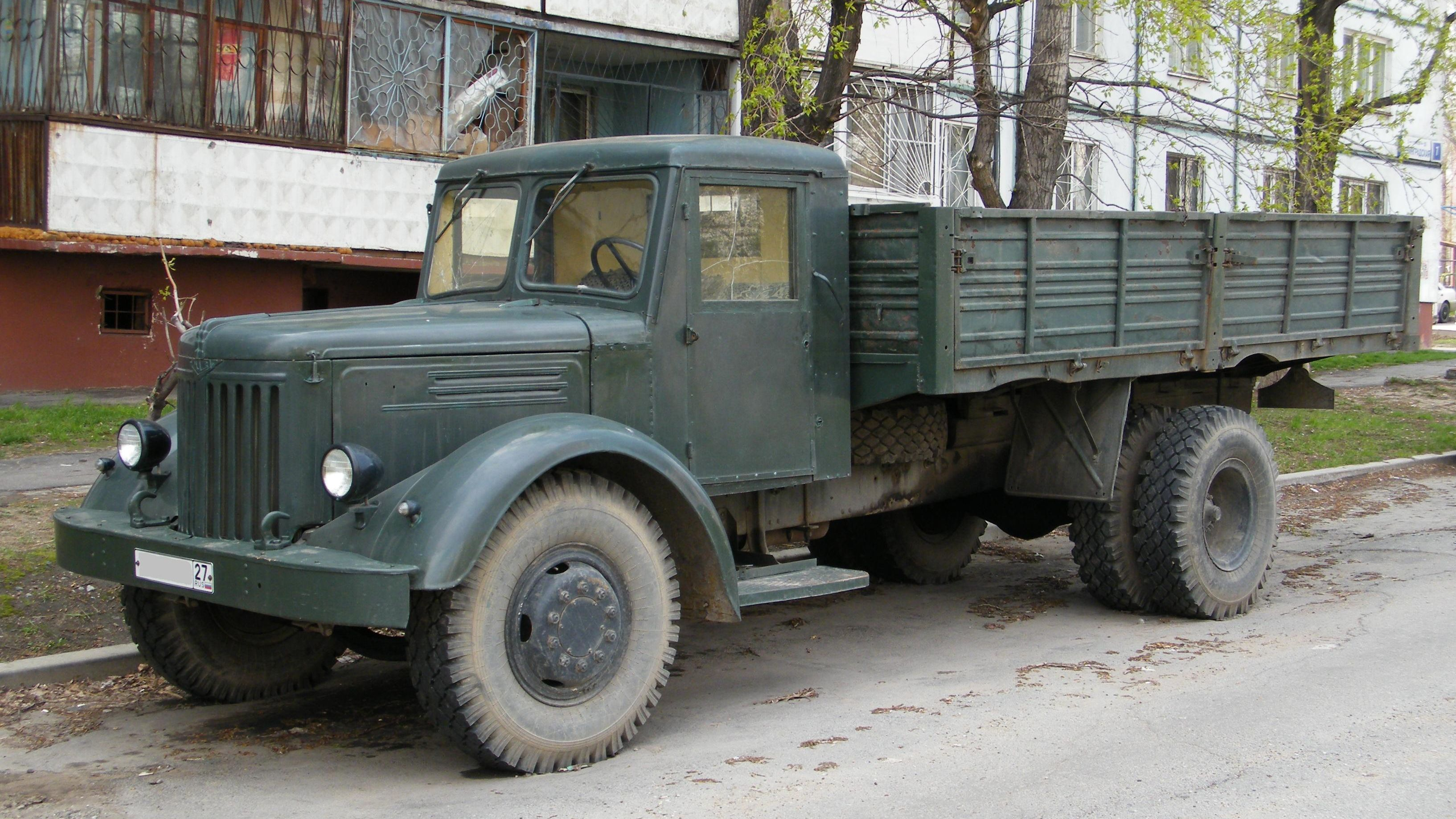
МАЗ-200

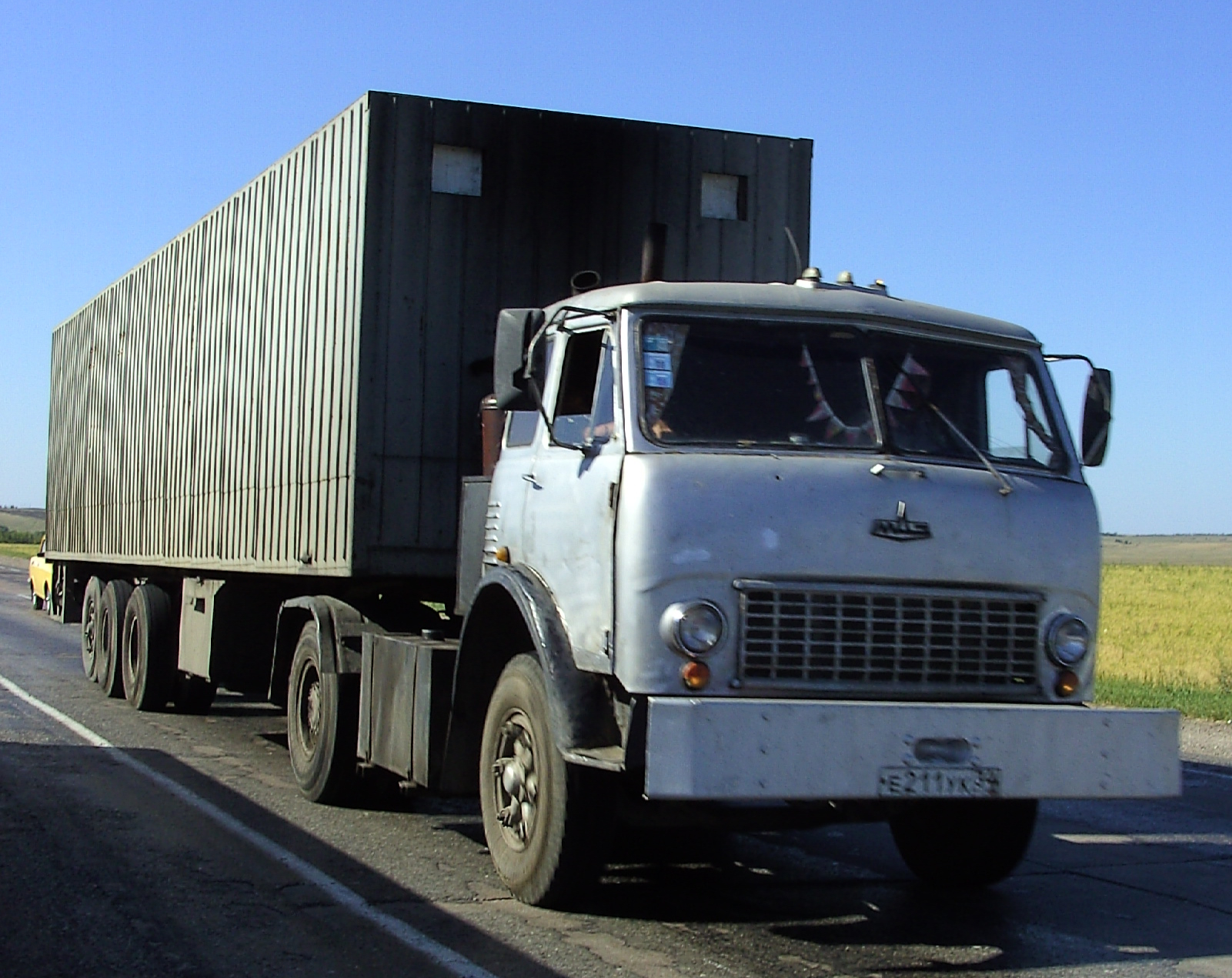
МАЗ-504

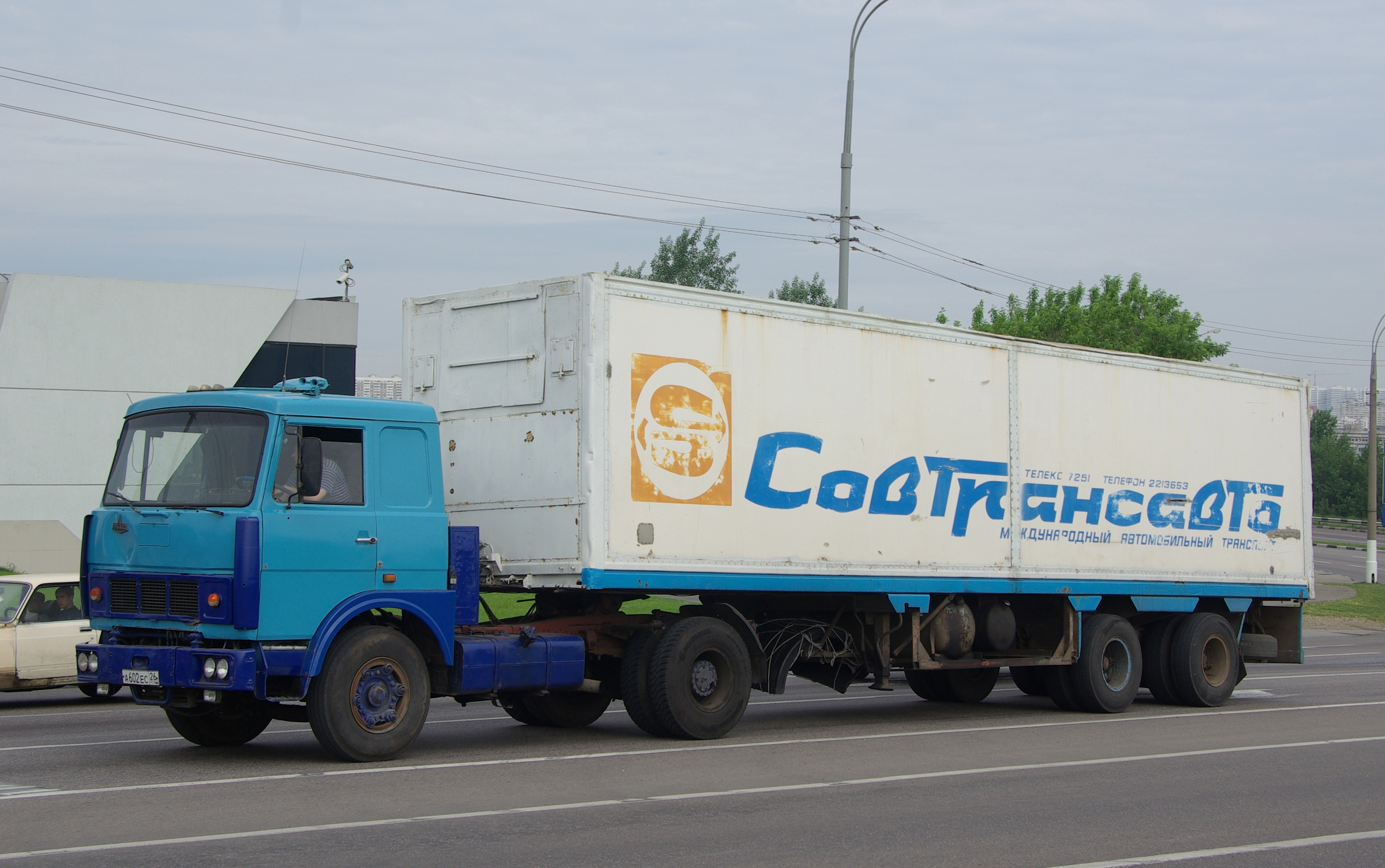
МАЗ-5432

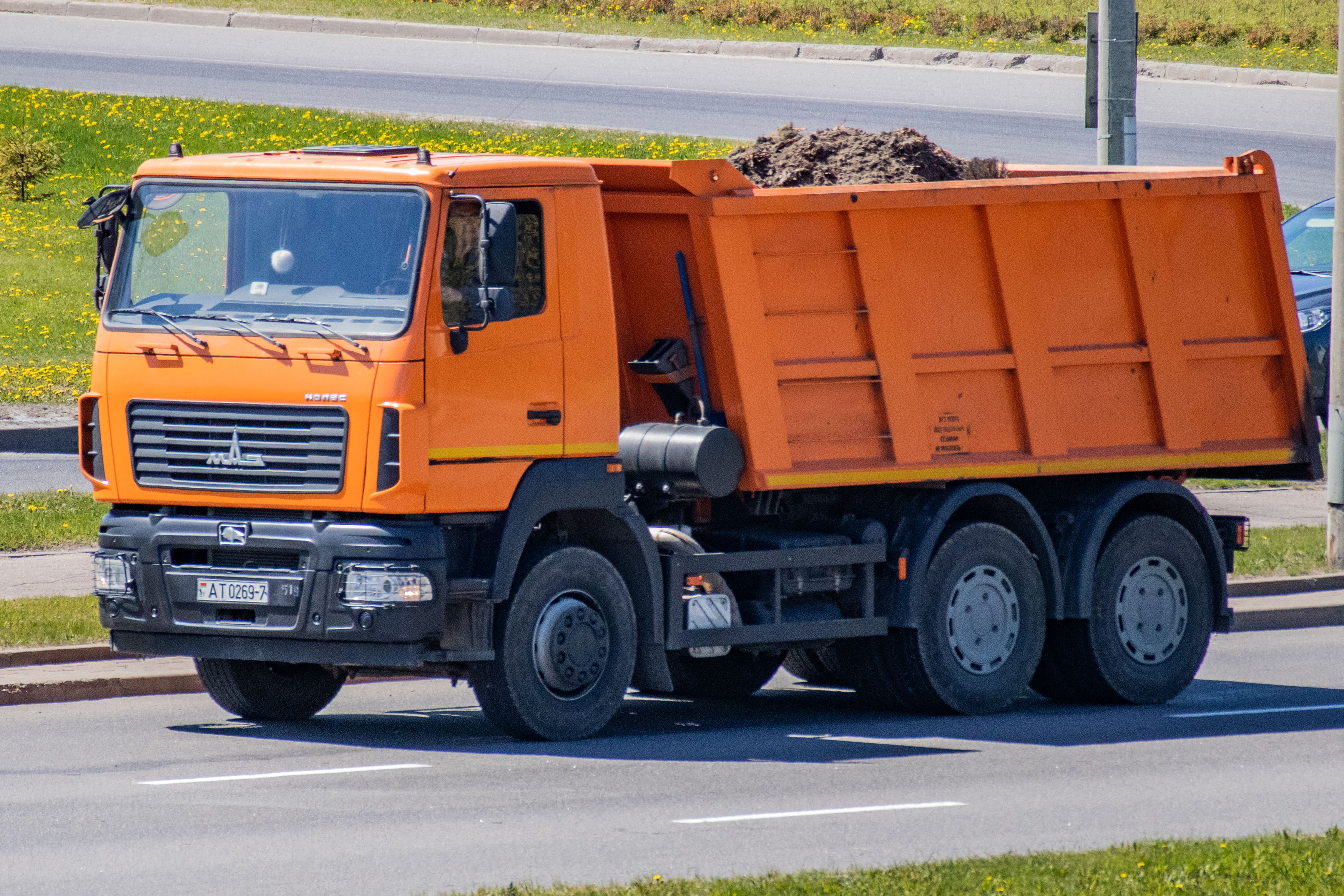
Самосвал МАЗ-6501 с новым оформлением кабин, принятым с начала 2010-х годов.

В середине 1930-х годов на территории будущего автозавода у небольшой деревни Красное Урочище в 7 километрах к юго-востоку от центра Минска располагалась крупная воинская часть Красной Армии — 12-я танковая бригада, реорганизованная весной 1941 года в 26-ю танковую дивизию. В 1942 году на базе бывших ремонтных ангаров дивизии оккупантами был организован завод для обслуживания и ремонта транспорта Вермахта — автомобилей и танков. Фирма Даймлер-Бенц возвела более тридцати ремонтных павильонов. Завод «Грос-К-Верк» с более чем пятью тысячами рабочих вскоре стал одним из крупнейших предприятий в оккупированной Восточной Европе. Во время строительства завода широко использовался принудительный труд военнопленных и местных жителей.
9 августа 1944 года вышло постановление Государственного комитета обороны СССР об организации автосборочного завода в Минске. С конца 1944 года параллельно строительству самого завода, начинается «отвёрточная» сборка грузовиков GMC и Studebaker, поставляемых из США по ленд-лизу. Первый минский Studebacker сошёл с конвейера 7 ноября 1944 года. Кроме «Студебеккеров», на Минском автосборочном заводе собирали тяжёлые грузовики Mack серии NR.
К марту 1945 года объём сборки автомобилей на Минском автосборочном заводе превысил 1 тысячу машину в месяц, а всего в 1945 году было собрано 14 тысяч автомобилей (в 1944 году — 232 автомобиля), благодаря чему он стал одним из крупнейших автосборочных предприятий в СССР. Завод работал в тяжёлых условиях военного времени (10-часовой рабочий день, ручной труд из-за нехватки станков и инструментов, неритмичная поставка комплектующих) и, помимо сборки автомобилей из поставлявшихся комплектов, самостоятельно производил также деревянные детали кузовов и кабин к ним. Преимуществом завода была близость к линии фронта, что обеспечивало снижение логистических издержек по отправке готовых автомобилей в действующую армию.
26 августа 1945 года Государственный комитет обороны постановлением № 9905с наметил преобразовать Минский автосборочный завод в полноценный автомобильный завод с организацией на нём производства автомобилей МАЗ-200 с 110-сильным дизельным двигателем General Motors. После окончания Второй мировой войны программа ленд-лиза был прекращена, однако на автосборочных предприятиях СССР оставались тысячи машинокомплектов (включая неполные), которые было решено собрать и использовать для восстановления народного хозяйства. Значительную часть складских запасов узлов и агрегатов ленд-лизовских машин (главным образом из Горького и Одессы) свезли на МАЗ, который в период организации производства ЯАЗ-200 продолжил собирать американские автомобили и параллельно освоил производство автоприцепов. В 1946—1947 годах в Минске собирали грузовые и полугрузовые автомобили Chevrolet, Dodge, Ford, GMC, International Harvester, Mack, Studebaker грузоподъёмностью от 0,75 т до 10 т; в 1946 году было собрано, по разным данным, 3600 или 3960 автомобилей. Американские грузовики, собранные в Минске после окончания войны, направлялись в различные регионы СССР, включая угольные разрезы Сибири и предприятия военно-промышленного комплекса.
С середины 1947 года (по другой информации, с осени 1947 года) сборка американских машин прекращается и продолжается возведение цехов будущего завода. Уже в октябре 1947 года на заводе были собраны по документации и при непосредственной технической поддержке c Ярославского автомобильного завода первые пять самосвалов МАЗ-205. По сути это были ЯАЗ-205, имевшие отличия в силу технологических возможностей. С этого момента завод был способен полностью принять на себя изготовление грузовиков серии ЯАЗ-200 «в соответствии с решениями партии и правительства», что и было выполнено, хотя и не в один год. Всё производство двухосных ЯАЗ-200, самосвалов, бортовых грузовиков, седельных тягачей перешло в Минск. Чуть позже трёхосная серия ЯАЗ-210 того же ряда была передана в Кременчуг, где начал работать КрАЗ. С тех пор для ЯАЗ главная задача состояла в обеспечении двух заводов силовыми агрегатами.
Первые автомобили МАЗ-205, вышедшие из заводских ворот в конце 1947 года, стали началом белорусского автомобилестроения.
В конце 1948 года было завершено строительство первой, а в 1950 году и второй очереди завода. В результате в том же 1948 году стало возможным организовать серийное производство автомобилей, а с завершением строительства выйти на проектные мощности и затем превзойти их. В 1951 году завод выпустил 25 тысяч машин против 15 тысяч плановых. При этом увеличивался не только выпуск автомобилей — результатом работы конструкторов стали машины, которых не знало мировое автомобилестроение. Первый в мире 40-тонный самосвал МАЗ-530 на Всемирной промышленной выставке в Брюсселе в октябре 1958 года был отмечен высшей наградой — «Гран-при». В 1959—1961 годах, в связи с начавшейся специализацией советского автомобилестроения, производство карьерных самосвалов МАЗ было перенесено в Жодино на завод БелАЗ, а производство одноосных тягачей — на Могилевский автозавод. Ещё в середине 1950-х годов на МАЗе было создано Специальное конструкторское бюро (СКБ-1) и производство при нём армейских многоосных вездеходных тягачей типа МАЗ-535 и МАЗ-537. Долгие годы руководителем СКБ-1 был известный советский автомобильный конструктор Борис Львович Шапошник.
В ноябре 1958 года на Минском автозаводе были собраны первые опытные образцы автомобилей МАЗ-500 и МАЗ-503, которым предстояло прийти на смену автомобилям первого поколения — МАЗ-200. Переход к производству машин нового поколения потребовал сложных технических решений, всесторонних испытаний создаваемой техники, реконструкции производства. 31 декабря 1965 года с главного конвейера сошёл последний автомобиль первого поколения МАЗов — автосамосвал МАЗ-205, занявший место на пьедестале памятника первым МАЗам. Завод полностью перешёл на выпуск автомобилей семейства МАЗ-500, постоянно наращивая их производство. В 1966 году предприятие было награждено орденом Ленина, а в 1971 году — орденом Октябрьской Революции.
В сентябре 1970 года было начато производство модернизированных автомобилей МАЗ-500А, а в марте 1976 года с главного конвейера сошёл первый самосвал МАЗ-5549 из нового семейства автомобилей МАЗ-5335. В 1975 году вместе с предприятиями БелАЗ и МоАЗ автозавод вошёл в производственное объединение «БелАвтоМАЗ». В 1977 году завод был удостоен своей третьей награды — второго ордена Ленина.
19 мая 1981 года на главном конвейере завода был собран первый седельный тягач МАЗ-5432 нового перспективного семейства автомобилей и автопоездов МАЗ-6422. А менее чем через два года, 16 апреля 1983 года, был собран уже тысячный автомобиль этого семейства. Выпуск новых машин продолжал наращиваться. 14 апреля 1989 года был выпущен миллионный автомобиль марки МАЗ. Им стал седельный тягач МАЗ-64221. На заводе развернулась подготовка к широкому производству трёхосных седельных тягачей. В конце восьмидесятых был создан концепт-кар МАЗ-2000 «Перестройка». В 1980-х годах на заводе началась масштабная реконструкция со строительством нового конвейера грузовых автомобилей, который был введён в строй в начале 1990-х. В это же время на базе завода, при участии словенских специалистов, было создано производство прицепов-дач, передвижных торговых киосков, автомобильных и прицепных фургонов, получившее торговую марку «МАЗ-Купава». Тогда же в начале 1990-х на этапе конверсии бывшее СКБ-1 а тогда производство специальных колёсных тягачей (ПСКТ) было преобразовано в отдельное предприятие Минский завод колесных тягачей (МЗКТ).
В 1996 году, после успешного прохождения приёмочных и эксплуатационных испытаний в автохозяйствах Республики Беларусь, был рекомендован к серийному производству новый модельный ряд МАЗ-5440. 11 марта 1997 года с конвейера Минского автомобильного завода сошёл первый магистральный тягач нового семейства МАЗ-54421. В конце 1997 года собраны автомобили МАЗ-54402 и МАЗ-544021, полностью удовлетворяющие всем европейским требованиям к большегрузным автомобилям для международных перевозок.
10 декабря 1997 года был подписан договор о создании совместного белорусско-германского предприятия по производству грузовых автомобилей «МАЗ-МАН». Отличием данного проекта от других проектов по производству автомобилей в странах СНГ стало то, что доля белорусских узлов и деталей будет достигать 60 % в продукции, произведённой на совместном предприятии.
С 1999 года МАЗ освоил производство среднетоннажной серии автомобилей МАЗ-4370 получивших неофициальное прозвище «зубрёнок». С начала 2000-х годов началось серийное производство нового поколения грузовиков серии МАЗ-6430/5440.
В 2007 году МАЗ начал выпуск микроавтобусов.
12 сентября 2014 в Польше было запущено сборочное производство грузовых автомобилей из машинокомплектов производства ОАО «МАЗ». В год планируется выпускать до 500 единиц грузовой и пассажирской техники.

### Хроника важнейших событий
- 1944, август — постановление Государственного комитета обороны об организации автосборочного завода в Минске.
- 1947, октябрь — сборка в экспериментальном цехе и отправка на восстановление послевоенной разрухи первых пяти автомобилей МАЗ-205.
- 1950, июнь — отправка за рубеж первых автосамосвалов МАЗ-205 на восстановление Варшавы.
- 1950, сентябрь — начало производства 25-тонных автосамосвалов МАЗ-525.
- 1957, март — выход в пробный пробег первого опытного образца 40-тонного самосвала МАЗ-530.
- 1958, октябрь — награждение автозавода высшей наградой Всемирной промышленной выставки в Брюсселе — «Гран-при» за 40-тонный самосвал МАЗ-530.
- 1958, ноябрь — сборка и испытание первых опытных образцов автомобилей МАЗ 500 и МАЗ-503.
- 1959 — директором автозавода назначен Дёмин И. М.
- 1965, декабрь — выпуск последнего автомобиля первого семейства МАЗов автосамосвала МАЗ-205. Полный переход на выпуск автомобилей семейства МАЗ-500.
- 1970, сентябрь — начало серийного производства на главном конвейере новых модернизированных автомобилей МАЗ-500А.
- 1970, ноябрь — награждение завода золотой медалью Лейпцигской ярмарки за автомобиль МАЗ-516.
- 1974, декабрь — создание на базе Минского автозавода Барановичского, Осиповичского и Калининградского автоагрегатных заводов и Минского рессорного завода производственного объединения «АвтоМАЗ».
- 1975, сентябрь — создание на базе производственного объединения «АвтоМАЗ», Белорусского и Могилёвского автозаводов производственного объединения «БелавтоМАЗ», Генеральным директором которого назначен Дёмин И. М.
- 1980, октябрь — вручение объединению «БелавтоМАЗ» международной премии «Золотой Меркурий».
- 1981, май — сборка на главном конвейере первого седельного тягача МАЗ-5432 нового перспективного семейства автомобилей МАЗ-6422.
- 1983, сентябрь — награждение завода золотой медалью Пловдивской ярмарки за автопоезд МАЗ-5432 9397.
- 8 апреля 1984 года — начало серийного производства автопоездов МАЗ-6422 и МАЗ-5432[11].
- 1987, январь — создание внешнеторговой фирмы «БелавтоМАЗ».
- 1988 — на большом парижском автосалоне представлен созданный на Минском автозаводе автопоезд модульной конструкции МАЗ-2000 «Перестройка».
- 1988, май — демонстрация на международном салоне в Гамбурге первого трёхосного автомобиля МАЗ с двигателем западногерманской фирмы «MAN».
- 1989, апрель — выпуск миллионного автомобиля МАЗ.
- 1991, август — с нового главного конвейера сошёл первый автомобиль.
- 1992, июнь — создание автобусного производства. Выпуск первого низкопольного городского автобуса МАЗ-101.
- 1997, март — выпуск первого магистрального тягача МАЗ-54421 нового семейства автомобилей, полностью удовлетворяющих европейским требованиям к большегрузной технике для международных перевозок.
- 1999, ноябрь — изготовлен первый опытный образец троллейбуса МАЗ-103Т.
- 2000, июнь — с технологических линий автобусного филиала сошёл 1000-й автобус с маркой МАЗ.
- 2000, 2001 — по итогам этапов Чемпионатов Европы по трак-триалу экипаж Минского автозавода на автомобиле МАЗ-6317 (6х6) два года подряд завоёвывал звание чемпионов Европы.
- 2001, февраль — автозаводу вручён сертификат соответствия системы качества международному стандарту ИСО 9001.
- 2001, август — автобус МАЗ-107 в номинации «Лучший автобус салона 2001» занял первое место.
- 2002, апрель — изготовлен опытный образец самосвала МАЗ-551605 с трёхсторонней разгрузкой, двигателем ЯМЗ-238 ДЕ2.
- 2002, август — седельный тягач МАЗ-544003 в номинации «Лучший грузовик MIMS-2002» занял 1-е место.
- 2003, май — автомобиль МАЗ-4370 признан лучшим коммерческим грузовиком в России в 2003 году.
- 2003, август — автопоезд МАЗ-437141+837300 удостоен Гран-при в номинации «Лучший грузовик Автосалона-2003» на 6-м Московском международном автомобильном салоне.
- 2004, май — выпущен автобус второго поколения МАЗ-256.
- 2004, июль — введена в эксплуатацию линия по сборке автомобилей МАЗ в Иране.
- 2007, май — начал работу сборочный завод автомобилей МАЗ в Азербайджане.
- 2009, январь — произведена модернизация автобусов МАЗ-103, МАЗ-105, МАЗ-107.
- 2009, январь — представлен сочленённый автобус второго поколения МАЗ-205069, позже завод начал выпускать МАЗ-215.
- 2012—2015, январь—февраль — МАЗ участвует в Дакаре.
- 2018, октябрь — представлен сочленённый автобус второго поколения МАЗ-216 с толкающим приводом.
- 2019, июль — анонсирован автобус третьего поколения МАЗ-303.
- 2021, декабрь — пассажирская автотехника (электробус МАЗ-303Е10 и перронный автобус МАЗ-271) стала заслуженным победителем в международной премии «Лидер Года»[12].

## Санкции
21 июня 2021 года МАЗ и его директор Иванкович были внесены в чёрный список ЕС.
ОАО "МАЗ" является источником дохода для режима Лукашенко. ОАО "МАЗ" предоставляло свои помещения и оборудование для проведения политического митинга в поддержку режима. Таким образом, ОАО "МАЗ" извлекает выгоду и поддерживает режим Лукашенко.
Работники ОАО "МАЗ", принимавшие участие в забастовках и мирных протестах после фальсификации выборов в Беларуси в августе 2020 года, были запуганы и впоследствии уволены руководством компании. Группа сотрудников была заперта в помещении ОАО "МАЗ", чтобы не дать им присоединиться к другим протестующим. Таким образом, ОАО "МАЗ" несет ответственность за репрессии против гражданского общества и поддерживает режим Лукашенко.Council Decision (CFSP) 2022/307 of 24 February 2022 amending Decision 2012/642/CFSP concerning restrictive measures in view of the situation in Belarus, http://data.europa.eu/eli/dec/2022/307/oj
Также завод и директора в свои санкционные списки включили Канада и Швейцария. 6 июля 2021 года к июньскому пакету санкций ЕС присоединились Албания, Исландия, Лихтенштейн, Норвегия, Северная Македония, Черногория.
24 марта 2023 года «МАЗ» и его директор Иванкович внесены в санкционный список США в «ответ на продолжающиеся жесткие репрессии против продемократического движения и гражданского общества, связанные с фальсификацией президентских выборов в августе 2020 года» и за соучастие «режима в Минске» во вторжении России на Украину. 27 мая 2023 года санкции против завода ввела Украина.
В октябре 2023 года Европейский суд в Люксембурге постановил оставить в силе санкции ЕС против завода.

## Перспективы развития

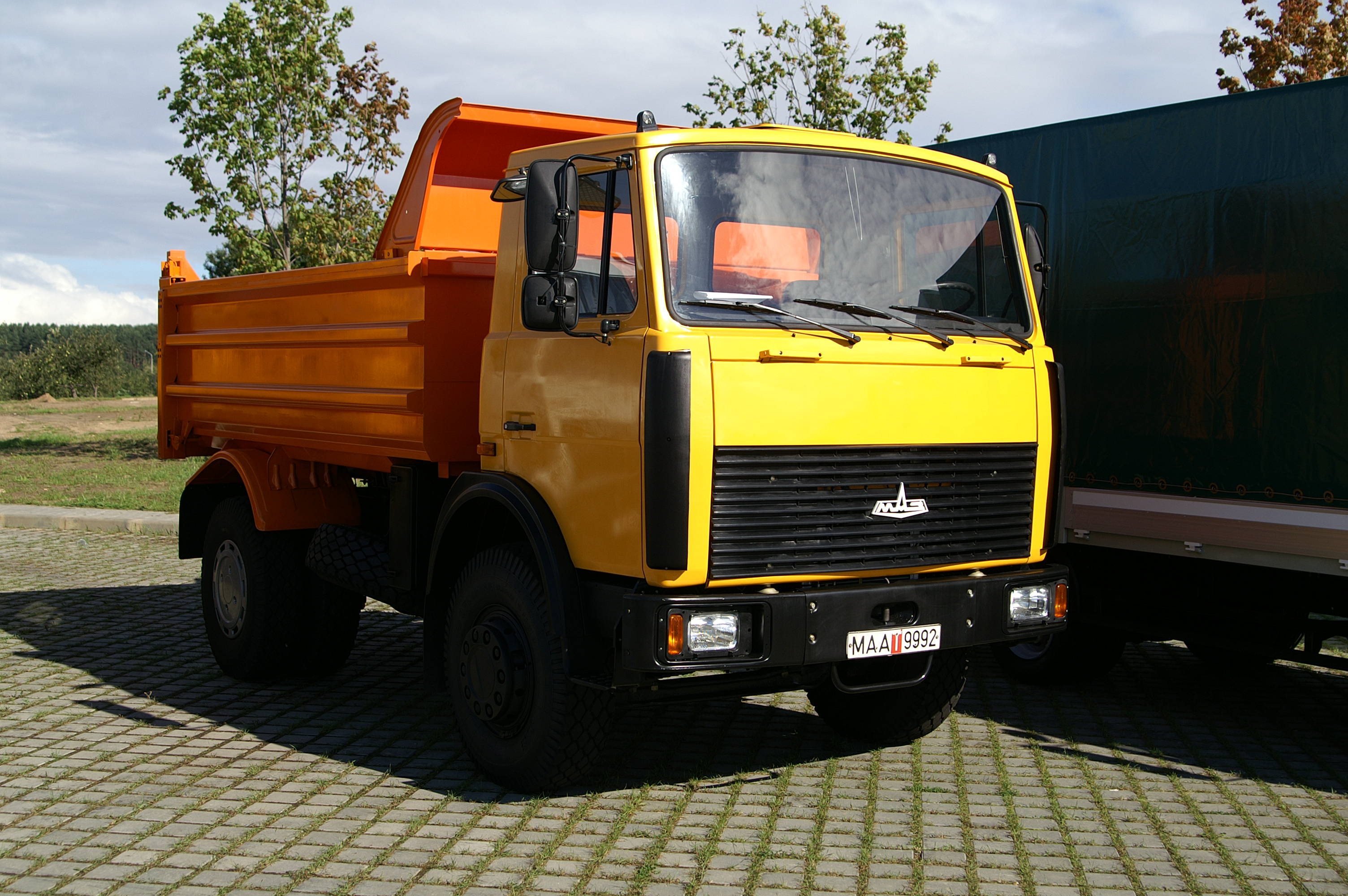
Самосвал МАЗ-5551

С целью перехода завода на выпуск новой конкурентоспособной техники создан проект технического перевооружения предприятия, охватывающий практически все его производства.
За период 2000—2001 гг. заводом значительно обновлён парк прессового оборудования, закуплено 26 центров для механообрабатывающего производства, введена в эксплуатацию импортная линия порошковой окраски.

В период 2006—2011 гг. на МАЗе с целью модернизации производства и повышения качества продукции предполагалась масштабная реконструкция с объёмом инвестиций порядка 200 млн долларов. В первую очередь она касалась основных узлов автомобилей — кабин, рам, мостов и других агрегатов.

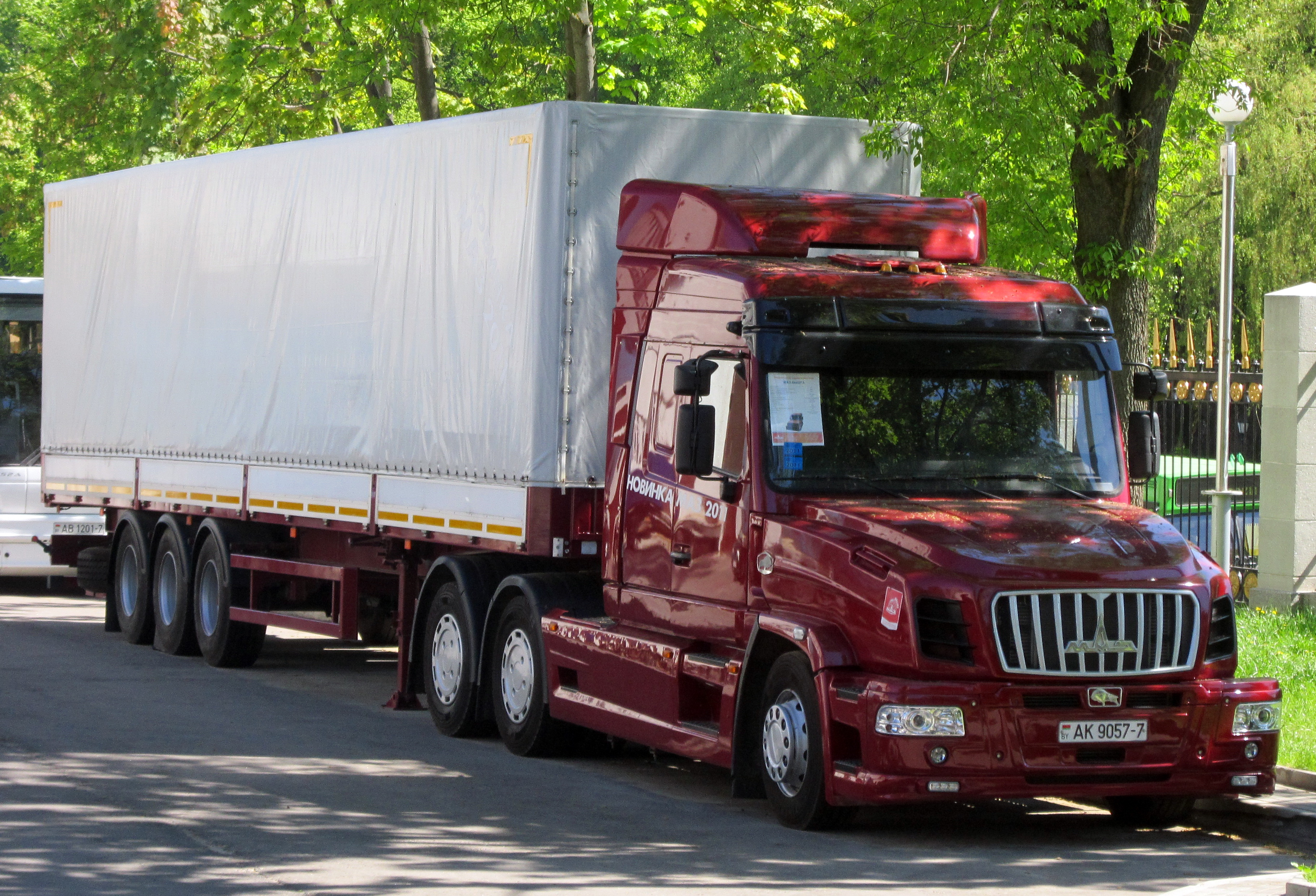
Седельный тягач МАЗ-6440 с полуприцепом

В 2008 году было объявлено о реформировании производственных мощностей в связи с освоением выпуска легковых автомобилей, при этом из-за высокой плотности застройки внутри предприятия планировалось перенести литейное и кузнечное производства за пределы завода.
Текущие инвестиционные проекты предприятия включают строительство завода по производству двигателей внутреннего сгорания совместно с китайской компанией Weichai Power (Смолевичский район Минской области), совместного предприятия по производству строительной и коммунальной техники с китайской компанией Zoomlion (Могилёв), сборочного предприятия во Вьетнаме.

## Продукция

### Грузовые автомобили

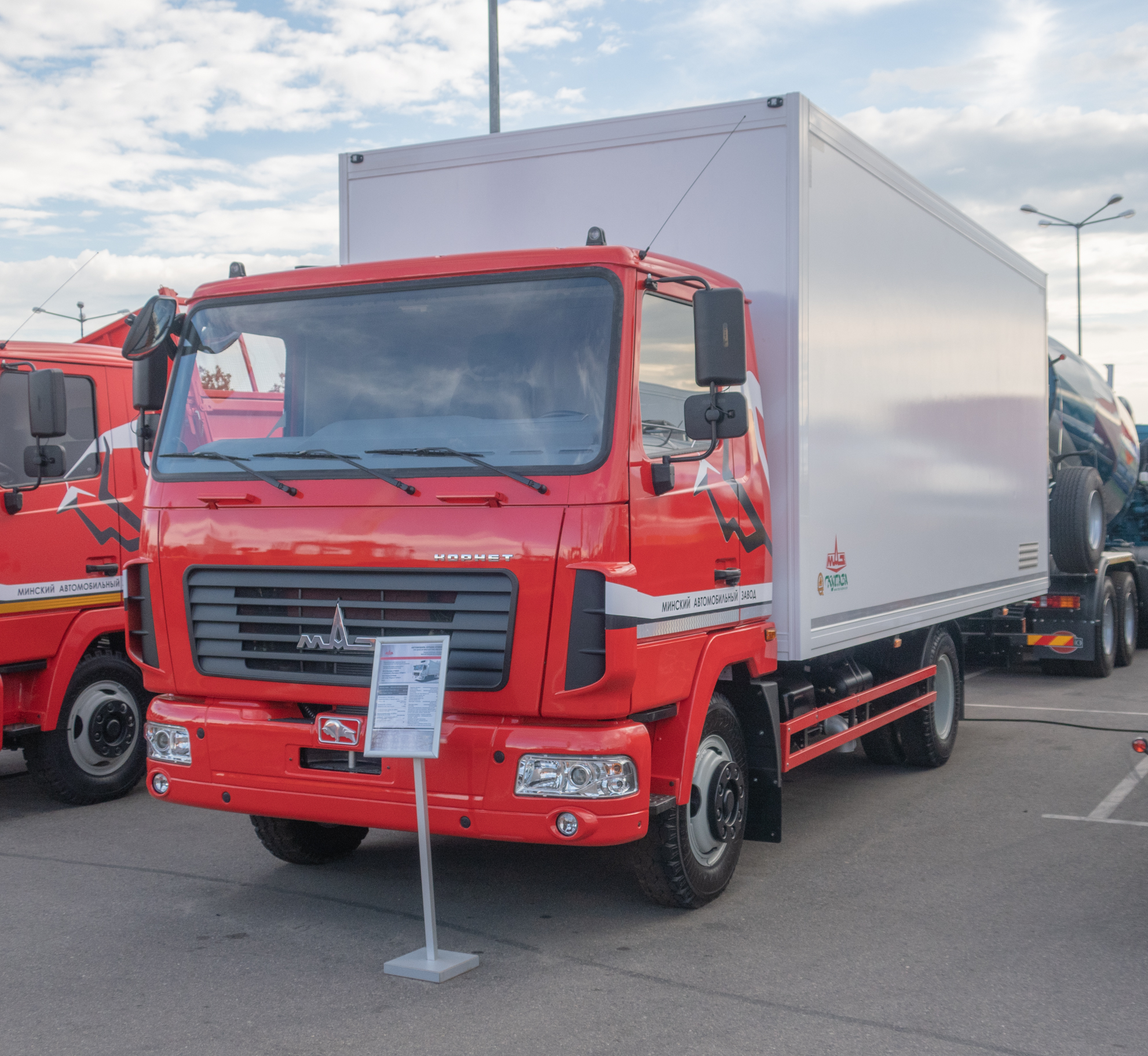
МАЗ-4571N2 «Корнет» с кузовом-рефрижератором Купава-470011

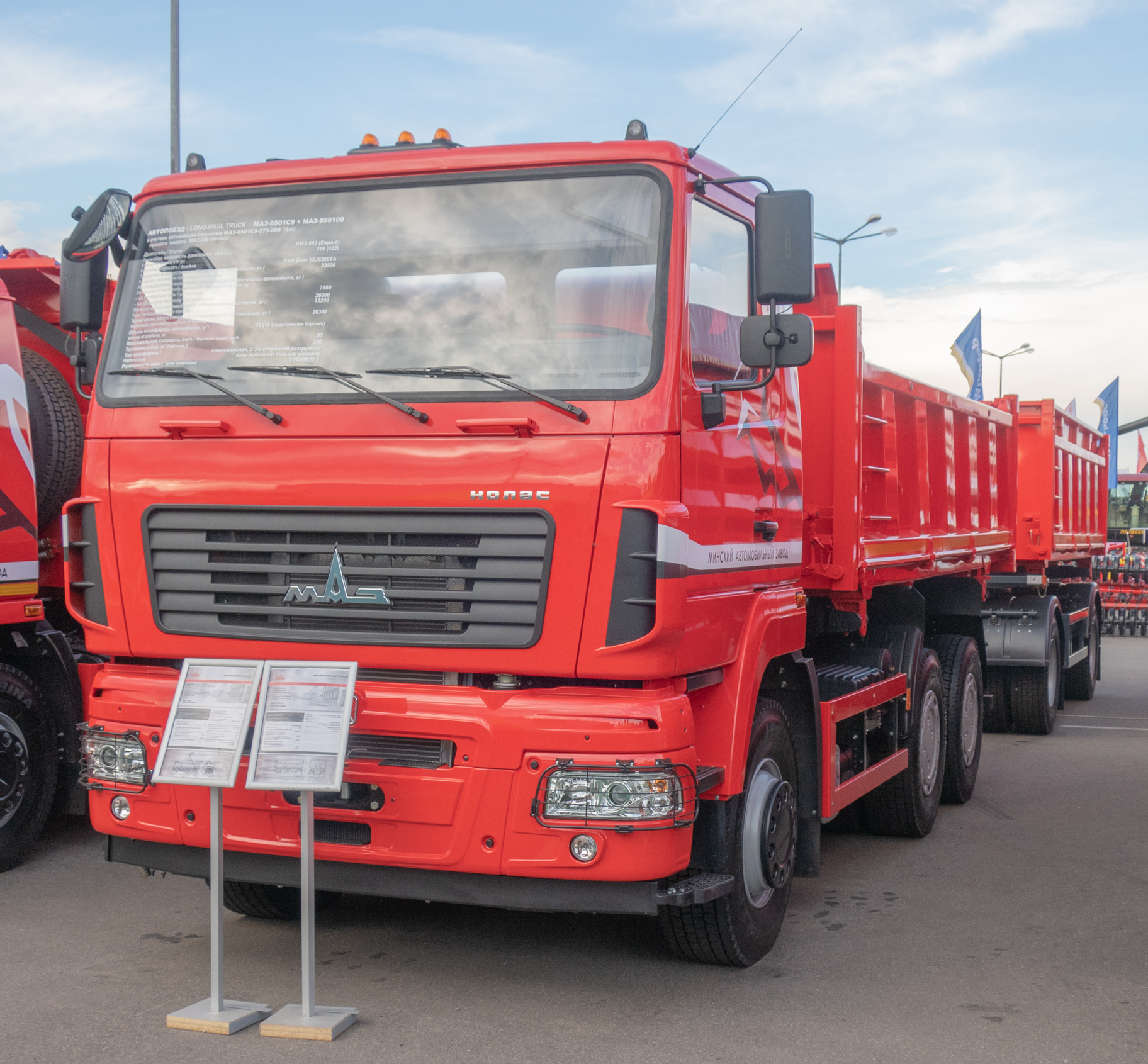
Автопоезд МАЗ-6501C9 «Колас» с прицепом на выставке «Белагро-2019»

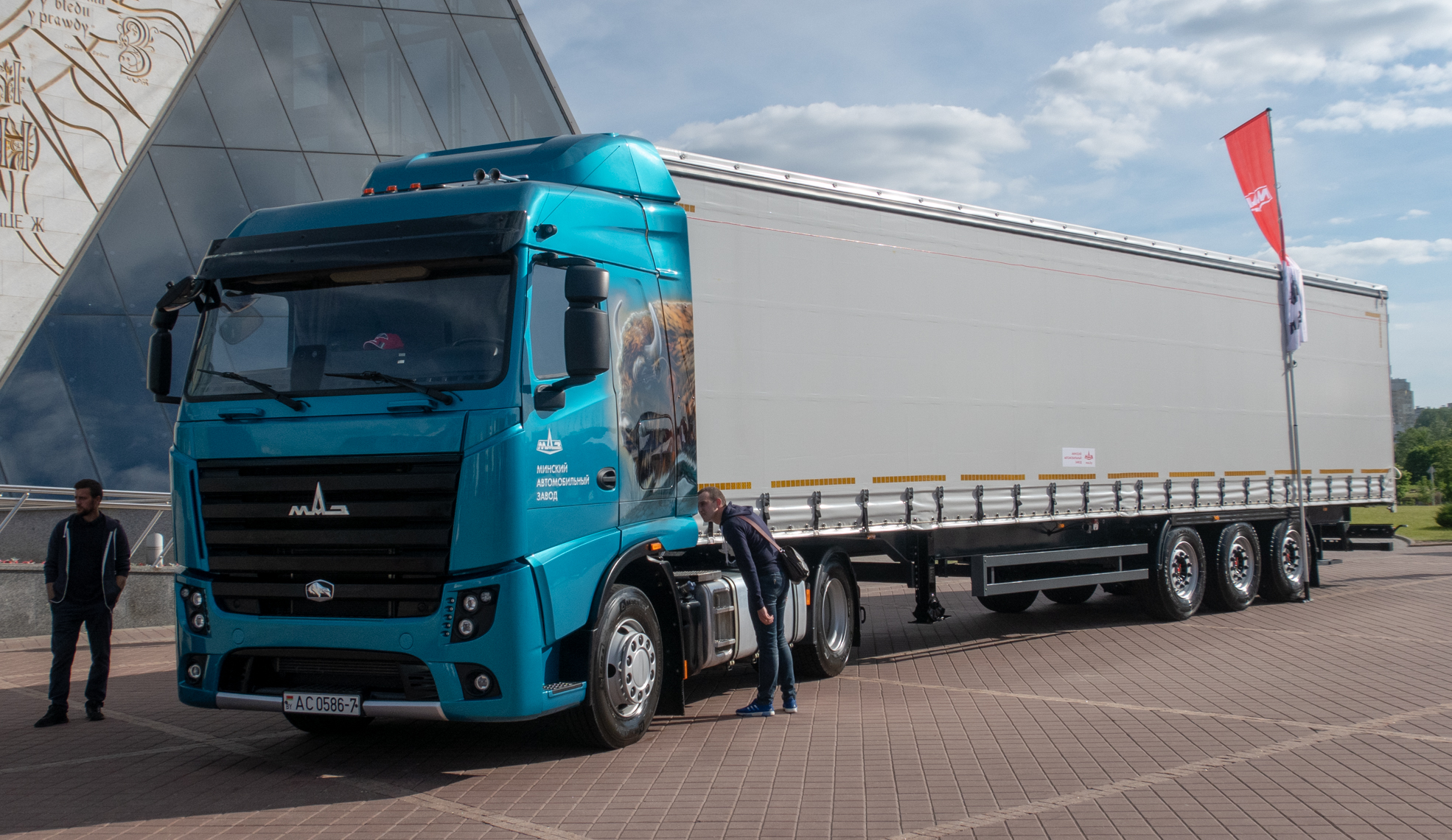
Автопоезд МАЗ-5440М9

Линейка выпускаемых автомобилей включает седельные тягачи, бортовые, среднетоннажные низкорамные автомобили, самосвалы, лесовозы, сортиментовозы, автомобили повышенной проходимости, автомобили-шасси под комплектацию всевозможного спецоборудования и установок. Колёсные формулы вышеперечисленной автотехники представлены вариантами: 4х2, 4х4, 6х4, 6х6. Всего МАЗ выпускает более 250 модификаций автомобилей, свыше 60 модификаций прицепной техники, более пятидесяти модификаций автобусов. Завод в массовом производстве освоил шесть поколений тяжёлых грузовиков.
До настоящего времени завод производит и прицепной состав. Это позволяет разрабатывать и производить тягачи, полностью унифицированные с полуприцепами, а бортовые автомобили — с прицепами. Прицепная техника (одно-, двух-, трёхосная) может быть оборудована тентованными, жёсткими и изотермическими кузовами; прицепы-шасси применяются под установку различного спецоборудования. Налажено производство прицепов к самосвалам с двусторонней разгрузкой. Филиалом завода «Белавтоприцеп» выпускаются также и прицепы к легковым автомобилям.

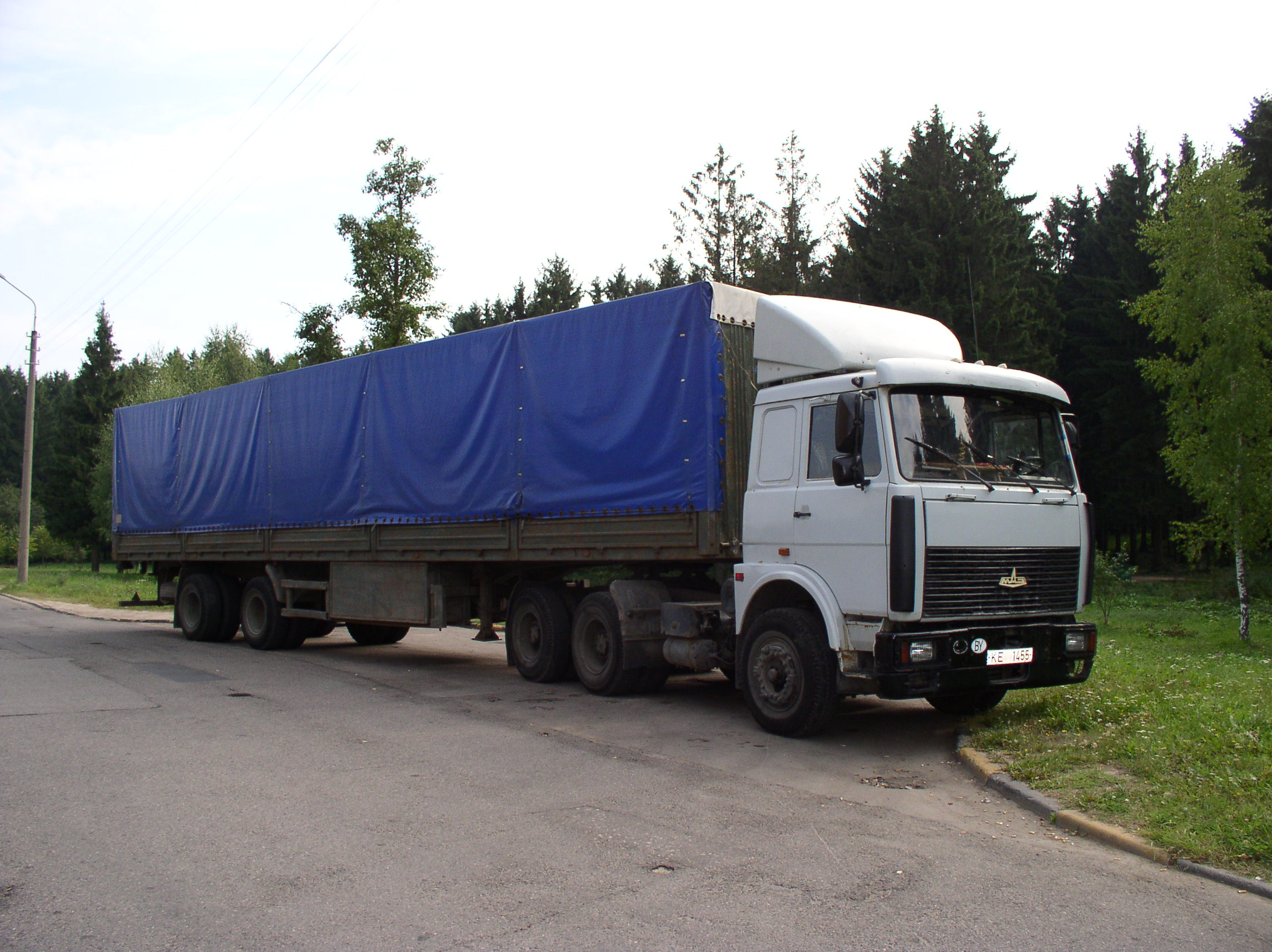
Седельный тягач МАЗ-6422 с полуприцепом

Среди автомобилей МАЗ особое место занимают модели нового для МАЗа класса — среднетоннажные автомобили. В 2003 году на ежегодном конкурсе грузовиков, проводимых журналом «Коммерс-авто» этот грузовик признан «Лучшим отечественным коммерческим автомобилем 2003 года».
В августе 2006 года были представлены первые автопоезда, соответствующие требованиям Евро-4, произведённые в СНГ — автопоезд в составе седельного тягача МАЗ-544019 с полуприцепом МАЗ-975830 и бортовой автомобиль МАЗ-631019 с прицепом МАЗ-837310. С 2008 года завод планировал выпускать только автомобили, соответствующие нормам Евро-3.
В 2011 году был продемонстрирован опытный образец седельного тягача капотной компоновки МАЗ-6440. В это же время линейка моделей грузовиков МАЗ получила имена собственные: самосвалы «Колос», тягачи и шасси «Простор», среднетоннажные грузовики «Корнет».
В 2014 году был представлен прототип седельного тягача МАЗ-5440М9 с двигателем экологического стандарта Евро-6; с конца апреля 2018 года началось его мелкосерийное производство.
Летом 2014 года минский автозавод представил 2 новых модели грузовика, соответствующих последним требованиям стандарта Евро-6. Первая модель — седельный тягач МАЗ-5440М9 предназначен для перевозки различных грузов в составе автопоезда общей массой 40 т. На нём установлен двигатель Mercedes-Benz ОМ471,Р6 мощностью 475 л. с. Вторая модель — МАЗ-5340М4 с 300-сильным мотором ОМ936LA грузоподъёмностью 13,4 т, предназначенная под установку различного специализированного оборудования.
В 2019 году были презентованы грузовой фургон (малотоннажный грузовой автомобиль) МАЗ-3650 и микроавтобус МАЗ-281, собираемые из машинокомплектов китайской JAC Motors на заводе «Брестмаш», входящем в холдинг «БелавтоМАЗ». В перспективе завод рассматривает возможность повысить степень локализации их производства.

### Автобусы

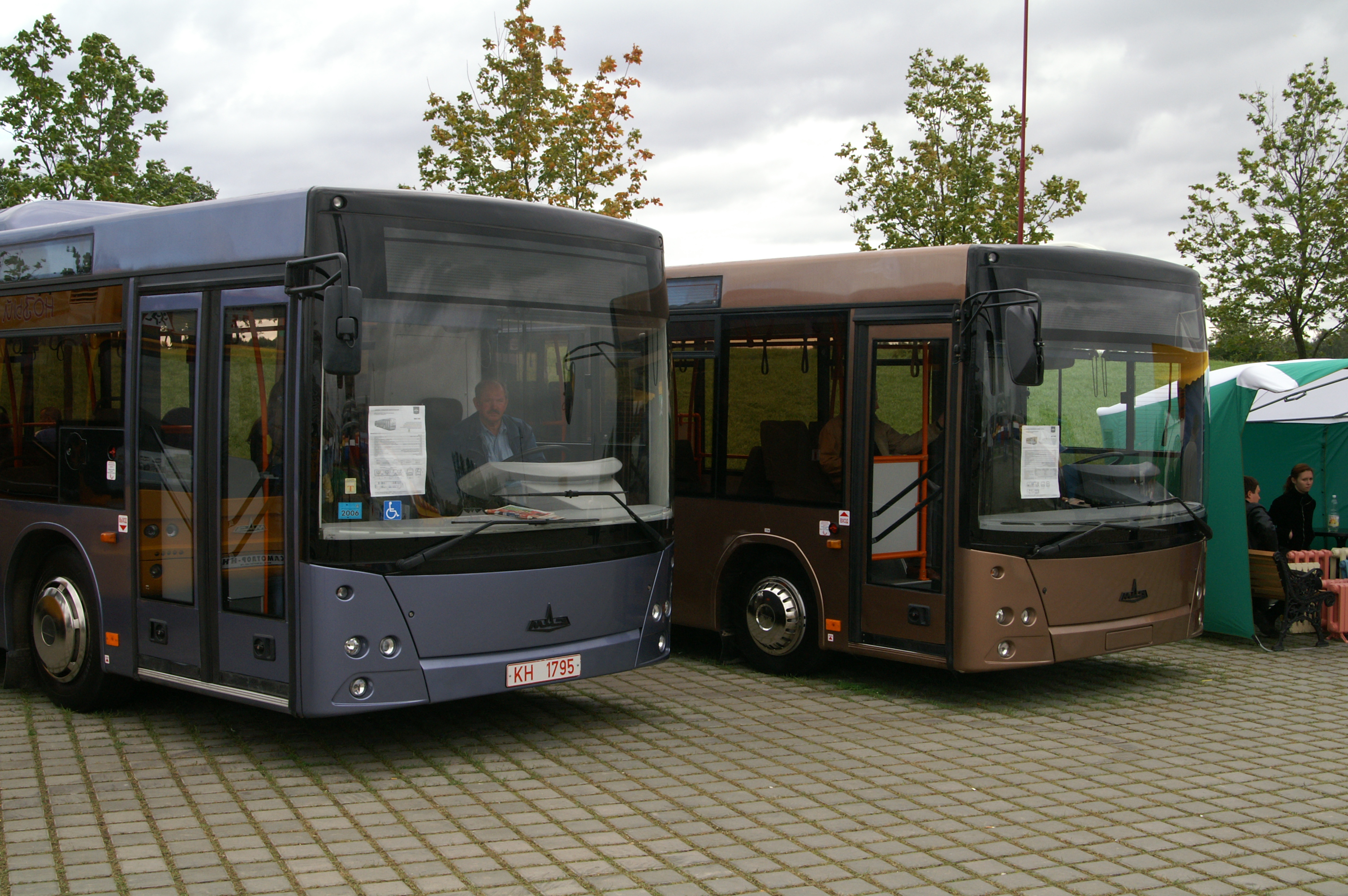
Низкопольные городские автобусы МАЗ-203 и МАЗ-206

15 июня 1992 года на МАЗе был создан филиал, сориентированный на освоение производства современных пассажирских автобусов, он получил название АМАЗ. В этом же году филиал подписал лицензионное соглашение с компанией «Неоплан», в результате было выпущено пять лицензионных автобусов Neoplan N4014. После этого оригинальная немецкая конструкция была переработана для адаптации её к местным условиям — как в плане эксплуатации, так и в плане сборки (основными визуальными отличиями мазовского автобуса от немецкого были изменённое остекление дверей и иные фары). В результате возросла прочность конструкции, увеличился дорожный просвет, было освоено применение комплектующих собственного производства. Низкопольный автобус МАЗ-101 внешне неотличим от своего заграничного родственника. Был применён самостоятельно выполненный ведущий мост портального типа. Ещё одной отличительной особенностью стало использование «шахтной» компоновки моторного отсека. Эксплуатация автобуса выявила и определённые недостатки — частые неисправности сложного заднего моста и отечественного двигателя ММЗ-Д-260.5.
После сборки «пилотной» партии из сорока автобусов МАЗ-101, в 1996 завод приступил к производству усовершенствованной модели — МАЗ-103. Этот автобус также низкопольный, однако на нём применяется другой задний мост, а конструкция моторного отсека позволяет применять любой двигатель. МАЗ-103 может выпускаться с двигателями ММЗ, Рено, MAN, Мercedes и механической или автоматической коробкой передач.

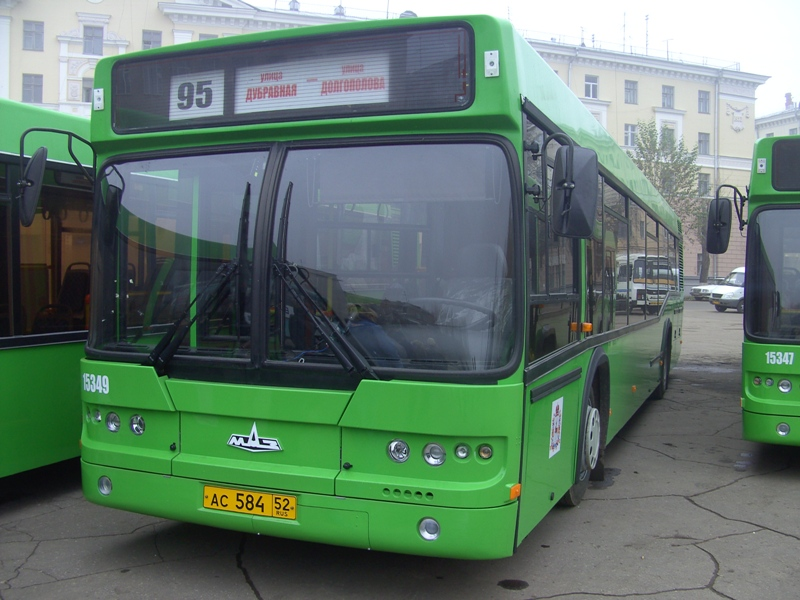
МАЗ-103 в Нижнем Новгороде

С учётом экономической ситуации в странах СНГ, являвшихся основным рынком для МАЗ-а, когда многие города нуждавшиеся в обновлении автобусного парка не могли себе позволить приобретение модели МАЗ-103, на заводе было принято решение разработать и запустить в производство более дешёвую модель — МАЗ-104. Её производство началось в 1997 году. Применение в конструкции узлов от серийных грузовых автомобилей МАЗ позволило на 8-10 тыс. долларов удешевить конструкцию по сравнению с МАЗ-103, однако при этом пришлось пожертвовать низкопольностью. Производство этого автобуса было прекращено 1 сентября 2006.

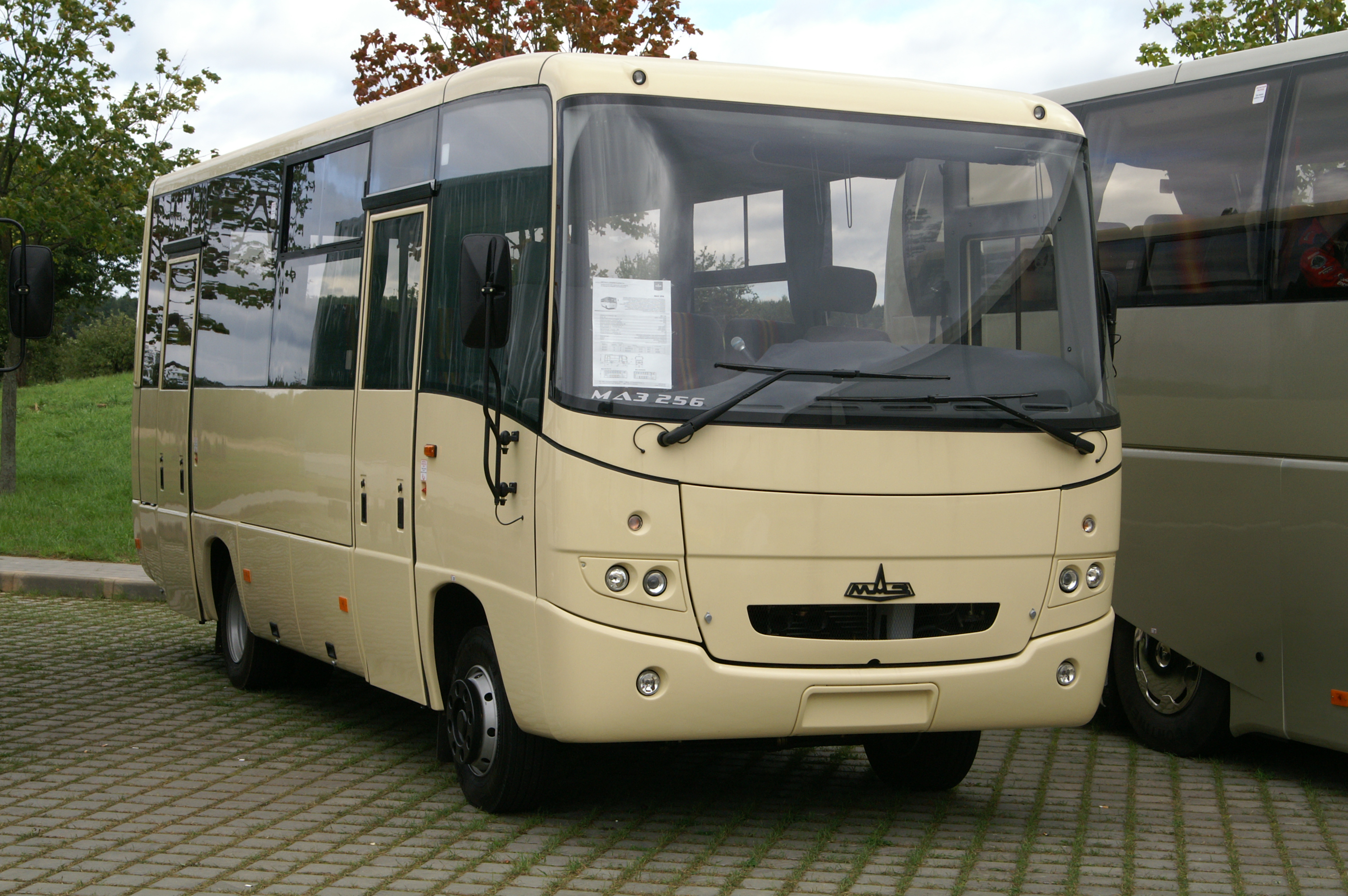
Автобус среднего класса МАЗ-256

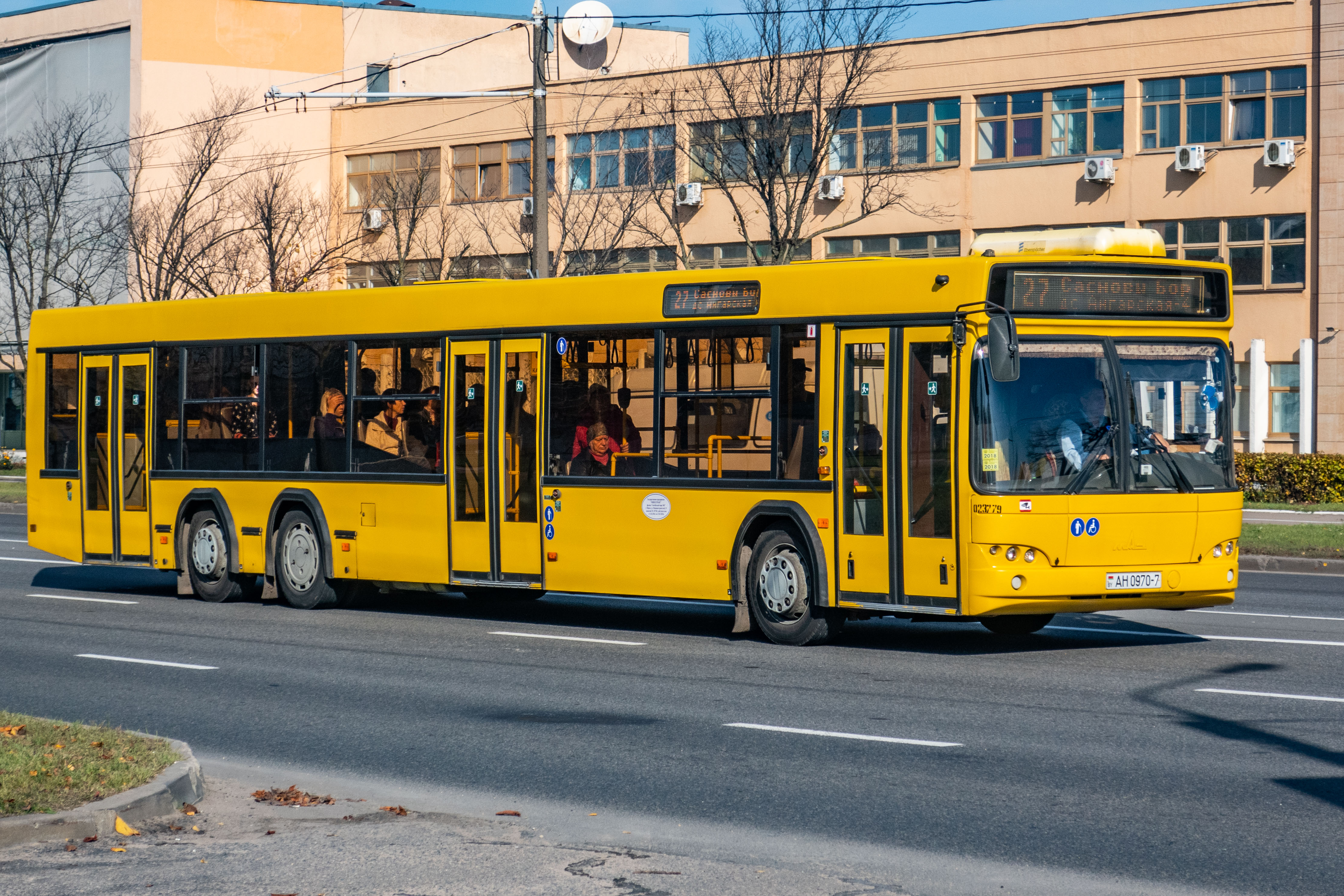
Автобус МАЗ-107

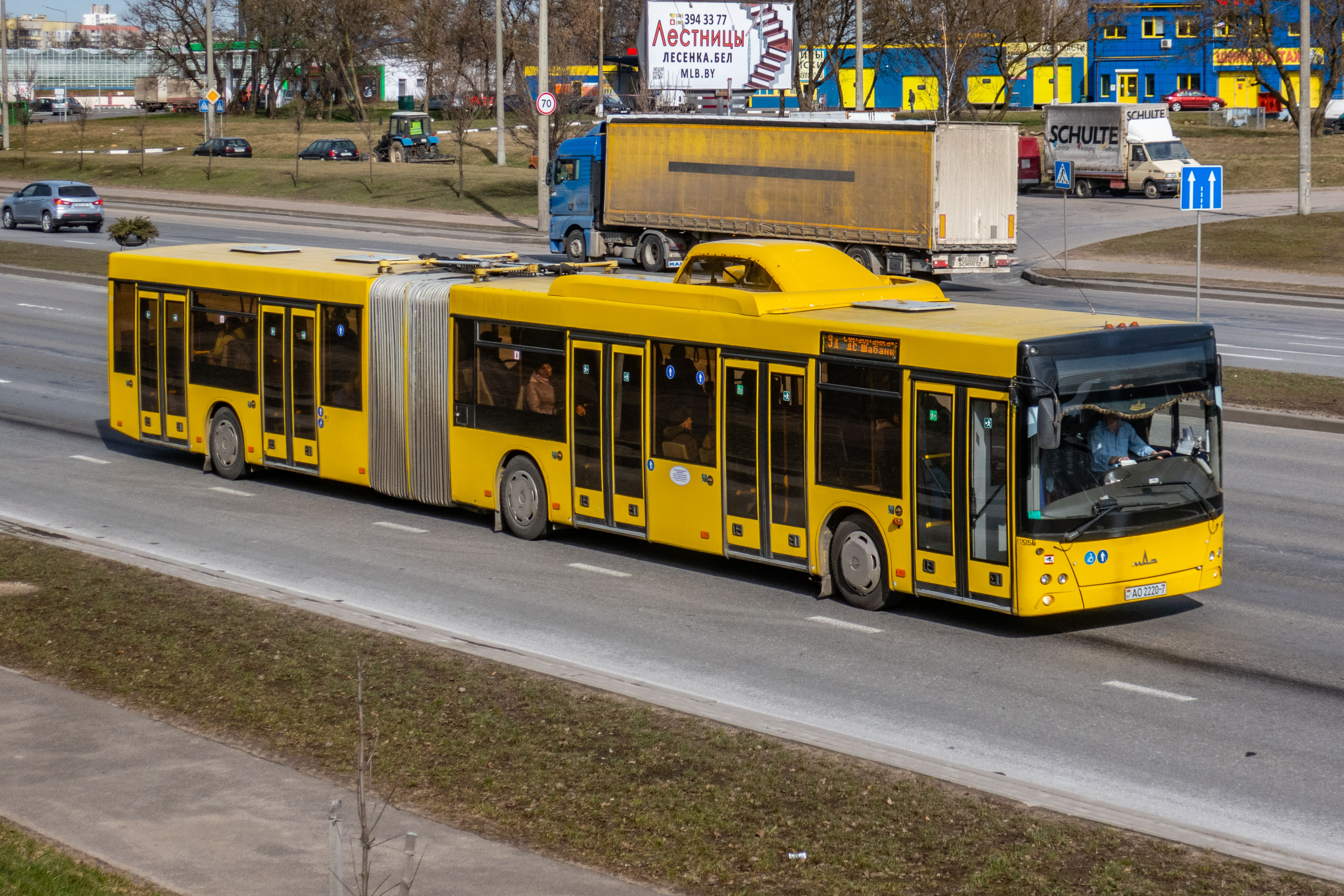
Сочленённый автобус МАЗ-215

Производство сочленённого автобуса МАЗ-105 началось в 1997, он имеет пониженный уровень пола (1 ступенька) и предназначен для применения на напряжённых внутригородских маршрутах.
Удлинённый трёхосный МАЗ-107 был впервые продемонстрирован на Московском автосалоне в 2001 году. Высокая пассажировместимость и отсутствие дорогого и снижающего надёжность узла сочленения делают эту модель привлекательной для применения на загруженных маршрутах. Основные поставки МАЗ-107 ведутся в Москву.
В 2004 году завод представил первую модель в линейке автобусов второго поколения — МАЗ-256. Автобус т. н. восьмиметрового класса имеет 28 посадочных мест. Характерные черты всех машин второго поколения — стеклопластиковая обшивка кузова с панелями, окрашенными в массе, вклеенные стекла, линзовая оптика.
В 2005 году представлен автобус второго поколения — городской низкопольный МАЗ-203. Основное отличие новой модели предшественника — полностью низкопольная конструкция (без ступеньки на задней площадке как в МАЗ-103). Мелкосерийное производство этого автобуса началось со второго квартала 2006, а первая крупная партия (50 автобусов) была произведена по заказу Казани в первой половине 2007. По состоянию на январь 2008 автобус эксплуатируется в Беларуси, России, на Украине и в Польше.
Другой городской автобус второго поколения — МАЗ-206 был представлен в июле 2006. Это машина средней вместимости, предназначенная для применения на ненапряжённых городских маршрутах, в качестве служебного или VIP автобуса. МАЗ-206 имеет низкий уровень пола в передней части автобуса, где расположена просторная накопительная площадка, а в задней части уровень пола повышается. Мелкосерийное производство началось в конце 2006 года, а в белорусские автопарки автобус начал поступать в конце 2007. В августе 2007 был представлен пригородный вариант этого автобуса, получивший название МАЗ-226. Он отличается отсутствием накопительной площадки, увеличенным до 31 количеством сидячих мест, и наличием небольшого багажного отсека по левому борту. В 2009 году завод представил сочленённый автобус второго поколения МАЗ-205. В 2013 году была представлена более дешёвая версия сочленённого автобуса, в сравнении с МАЗ-205 — МАЗ-215.
На заводе освоено производство междугороднего автобуса МАЗ-152, туристического МАЗ-251, аэродромного МАЗ-171. В 2018 году был представлен автобус особо большой вместимости МАЗ-216, отличительной особенностью которого является двигатель в тягаче. 9 августа 2019 года был представлен автобус третьего поколения — МАЗ-303.
Новинки:
- МАЗ-215
- МАЗ-216
- МАЗ-231
- МАЗ-241
- МАЗ-303

В 2020 году Минский автозавод разработал свой первый электробус, МАЗ-303Е10.

### Троллейбусы

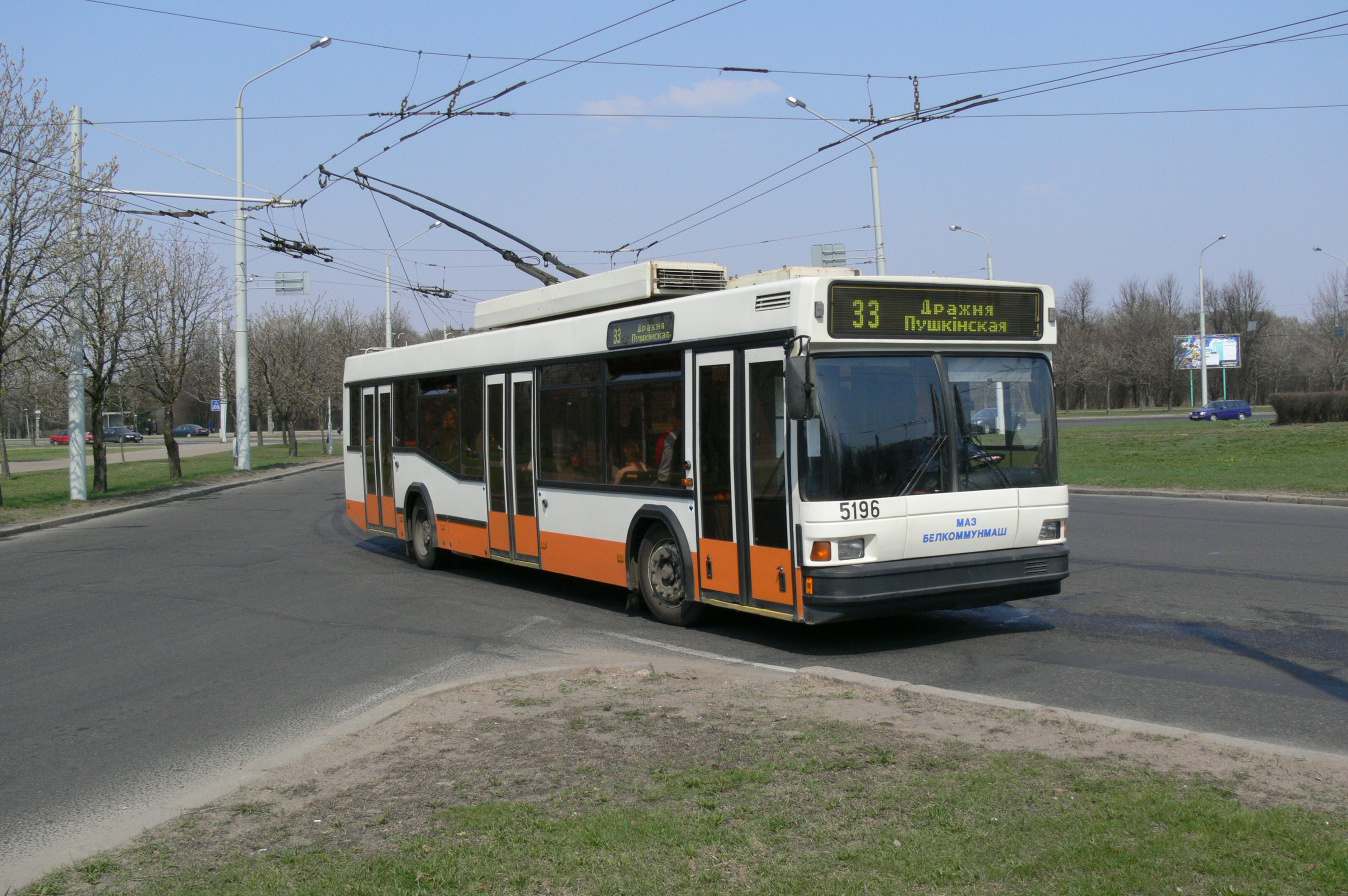
Троллейбус МАЗ-103Т

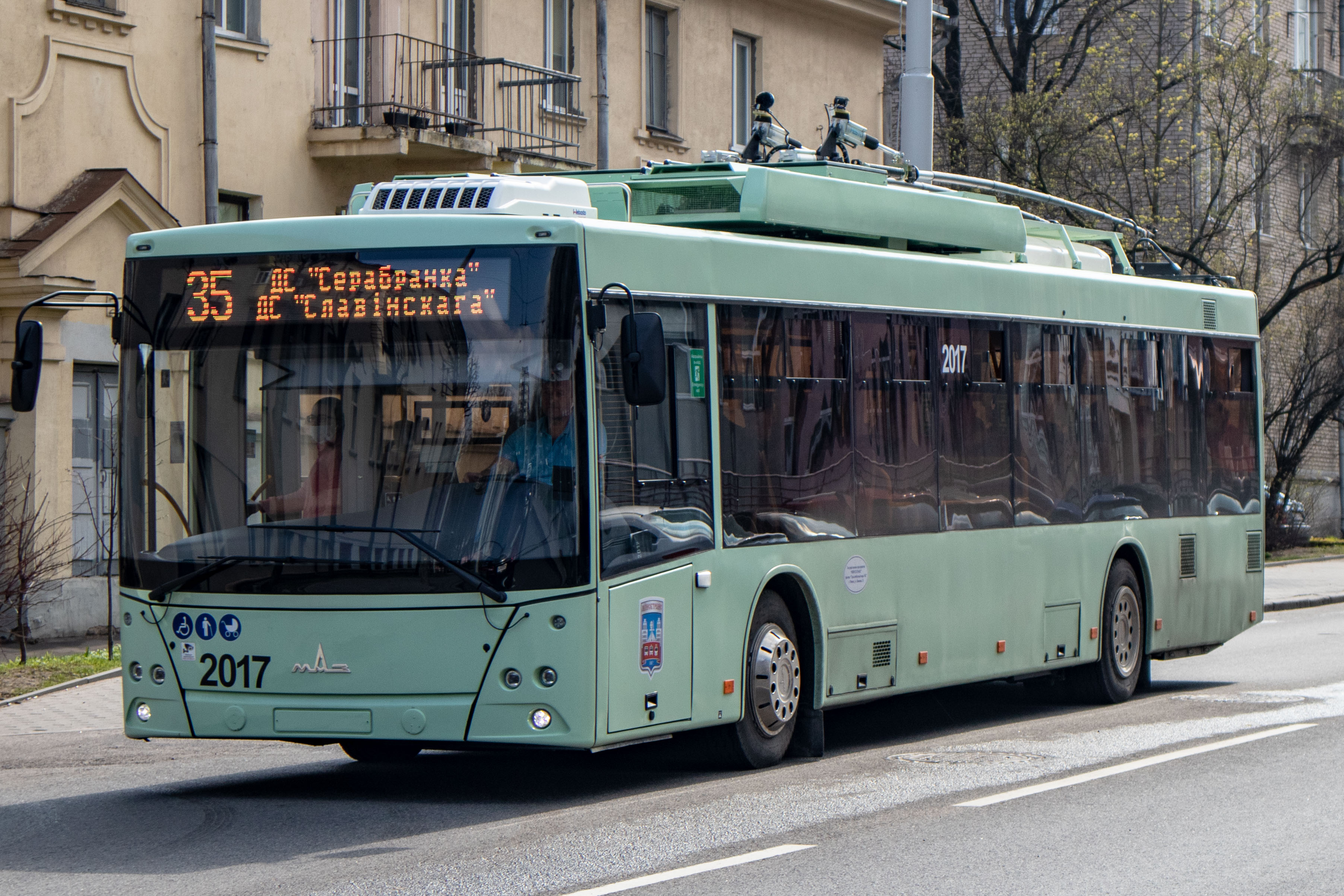
Троллейбус МАЗ-203Т70 с автономным ходом (штанги опущены)

В 1999 году МАЗ освоил производство троллейбусов МАЗ-103Т. По основному числу узлов и агрегатов, а также по конструкции кузова, машина унифицирована с автобусами МАЗ, что обеспечивает удобство и универсальность обслуживания. Как и его прототип — автобус МАЗ-103 троллейбус имеет низкий пол (за исключением задней площадки).
С 2006 года троллейбусы на шасси МАЗ-103 производятся только на заводе РУП «Белкоммунмаш».
Также на основе автобуса МАЗ-203 совместно с ООО «ЭТОН» завод выпустил троллейбус МАЗ-ЭТОН Т203. В 2014 году был выпущен троллейбус МАЗ-215Т.

## Выпуск продукции
Автозавод в 2005 году поставил потребителям более 20 тыс. автомобилей, 4 тыс. прицепов и полуприцепов, более тысячи автобусов. В 2006 году завод выпустил 21 тыс. автомобилей (103,6 % к уровню 2005 года). За 7 месяцев 2006 также выпущено 4585 прицепов и полуприцепов (121,7 % к аналогичному периоду 2005). В первом квартале 2007 поставки автотехники в Россию составили 133,2 % по сравнению с аналогичным периодом прошлого года, на Украину — 175 %.
В связи с кризисными явлениями в экономике МАЗ поставляет свою технику заинтересованным сторонам в том числе и за счёт экспортных кредитов Беларусбанка, компенсируемых министерством финансов Беларуси по указанию правительства.
В 2007 году МАЗ начал выпуск микроавтобусов.
В 2012 году МАЗ выпустил 26 тысяч грузовиков, за 8 месяцев 2016 года только 2255 машин. За это время количество работников завода сократилось с 21,5 тысяч до 17 тысяч человек.
В 2017 году завод произвёл 6830 грузовых автомобилей, 1181 единицу прицепной техники, 1033 автобуса и троллейбуса, 178 автокранов, 53 автогидроподъёмника, 160 машин для коммунального хозяйства. Мощности завода позволяют собирать в год 22 тысячи автомобилей, 6 тысяч единиц прицепной техники, 1700 единиц пассажирской техники, 700 автокранов и подъёмников, 500 машин для коммунального хозяйства. Таким образом, в 2017 году производственные мощности завода были загружены всего лишь на треть.
С октября 2023 года мы официальным дилером МАЗ, осуществляющим реализацию малотоннажной техники, стала компания «Атлант-М». Этот шаг позволит увеличить продаже легковых коммерческих автомобилей, выпускаемых под брендом МАЗ.
Юбилейные автобусы
- В октябре 2005 МАЗ выпустил свой 4000-й автобус, находится в Гомеле.
- 27 июня 2006 предприятие выпустило свой 5000-й автобус — туристический МАЗ-251
- 22 декабря 2006 года был изготовлен 6000-й автобус. Им стал низкопольный автобус особо большой вместимости МАЗ-107, находится в Гомеле.

### Статистика выпуска и продаж

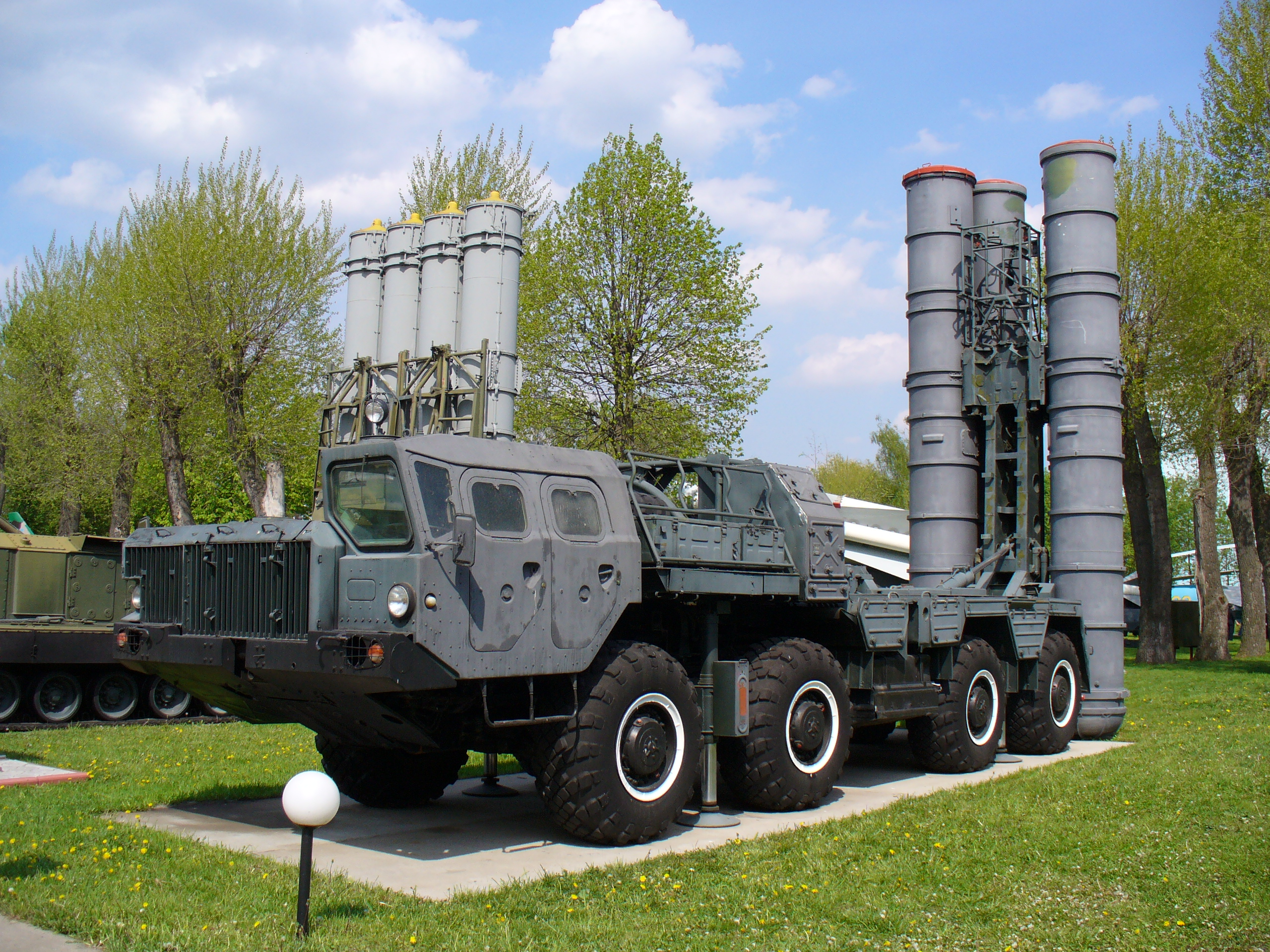
Зенитно-ракетная система С-300ПС на базе МАЗ-7910

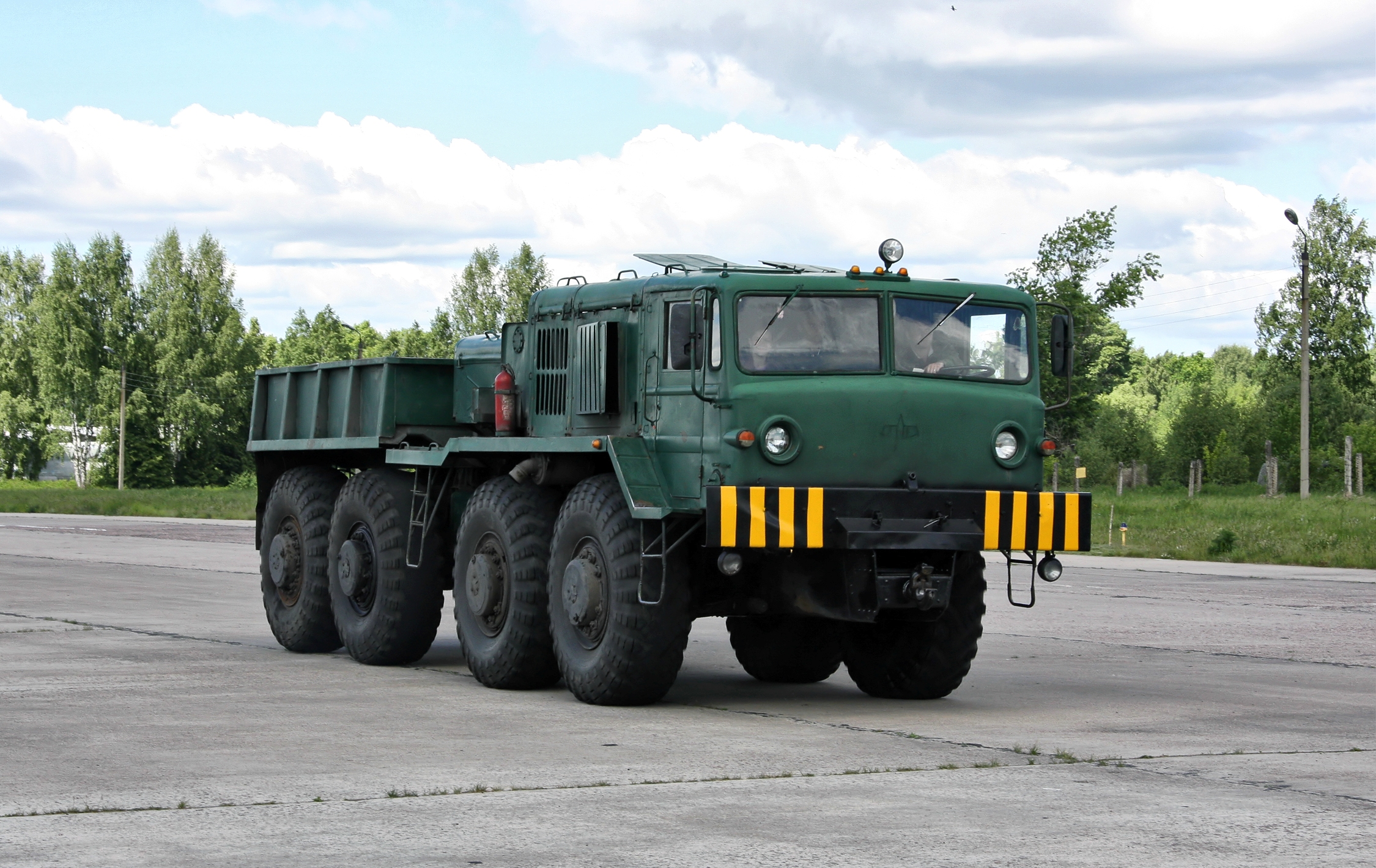
МАЗ-537

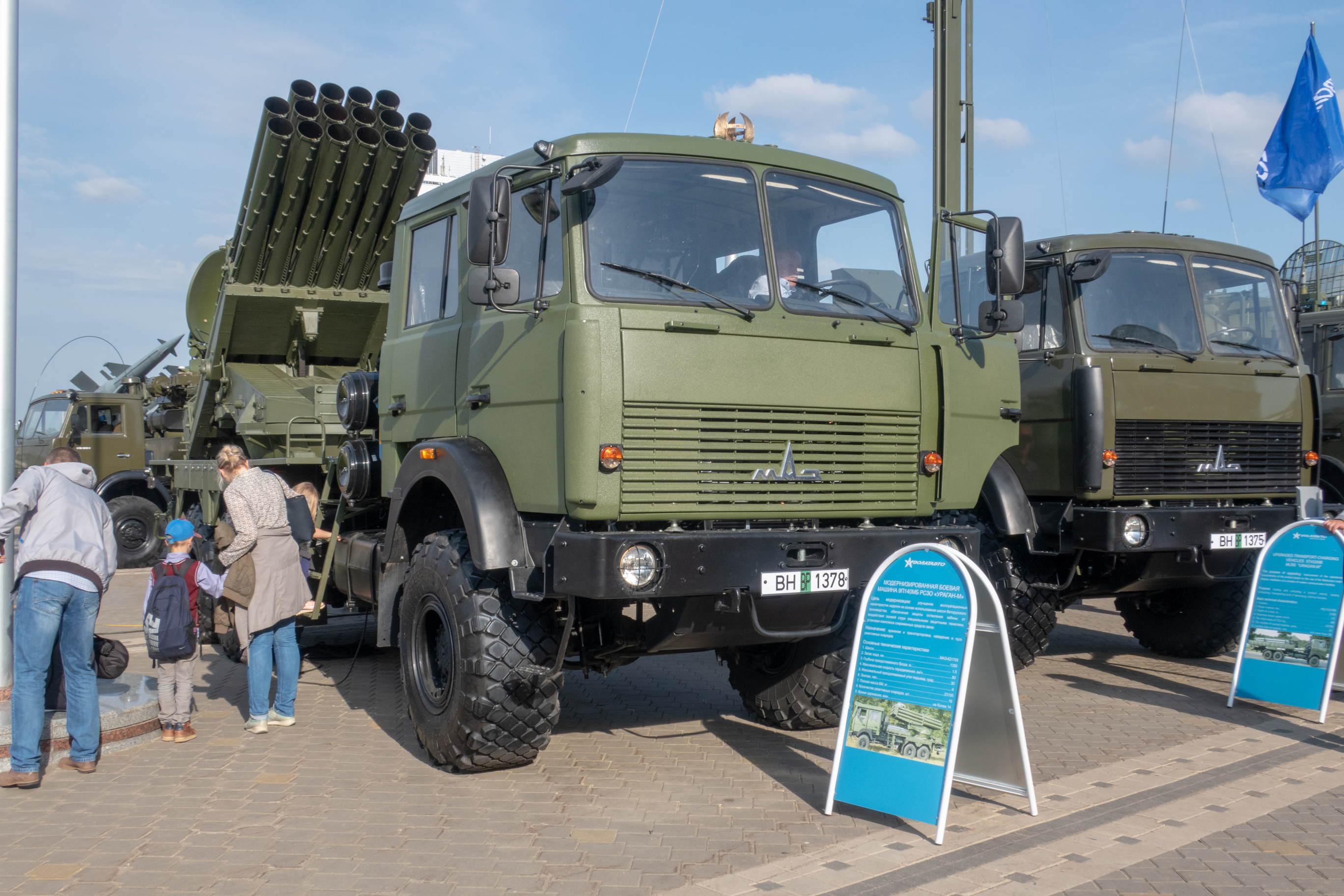
РСЗО 9П140МБ Ураган-М на шасси МАЗ

На АМАЗ-е определены 4 основных направления реализации: Беларусь, Россия, Украина, дальнее зарубежье. На каждое из них приходится в среднем по 25 % продаж.
В 2005 г. было выпущено 1025 автобусов и троллейбусов, что почти на 70 % больше, чем в 2004.
За 11 месяцев 2006 года было продано: 869 автобусов в Беларуси (из них 419 в Минске), 473 в России, 92 на Украине, 77 в дальнем зарубежье. Всего в 2006 году было выпущено 1693 автобуса. По данным АСМ-Холдинг выпуск распределился следующим образом:
- МАЗ-103 — 769
- МАЗ-103С — 47
- МАЗ-103Т — 1
- МАЗ-104 — 84
- МАЗ-104С — 12
- МАЗ-105 — 192
- МАЗ-107 — 109
- МАЗ-152 — 68
- МАЗ-171 — 2
- МАЗ-203 — 3
- МАЗ-206 — 2
- МАЗ-251 — 14
- МАЗ-256 — 389

В 2007 выпуск автобусов был увеличен на 6 % по сравнению с 2006 и составил 1795 машин.

## Финансовые показатели
За 2014—2015 гг. убытки МАЗ составили 210 миллионов долларов (по данным Белстата).
Самое убыточное предприятие в Беларуси с открытой отчётностью за II квартал 2016 года.
За первое полугодие 2016 года этот показатель равнялся около 30 млн долларов; таким образом, среди всех предприятий белорусской промышленности МАЗ понёс самые крупные убытки.
По итогам 2017 года чистый убыток составил 41,1 млн рублей, что вдвое ниже убытка 2016 года.

## Совместное предприятие: МАЗ-MAN

Логотип совместного предприятия «МАЗ-MAN»

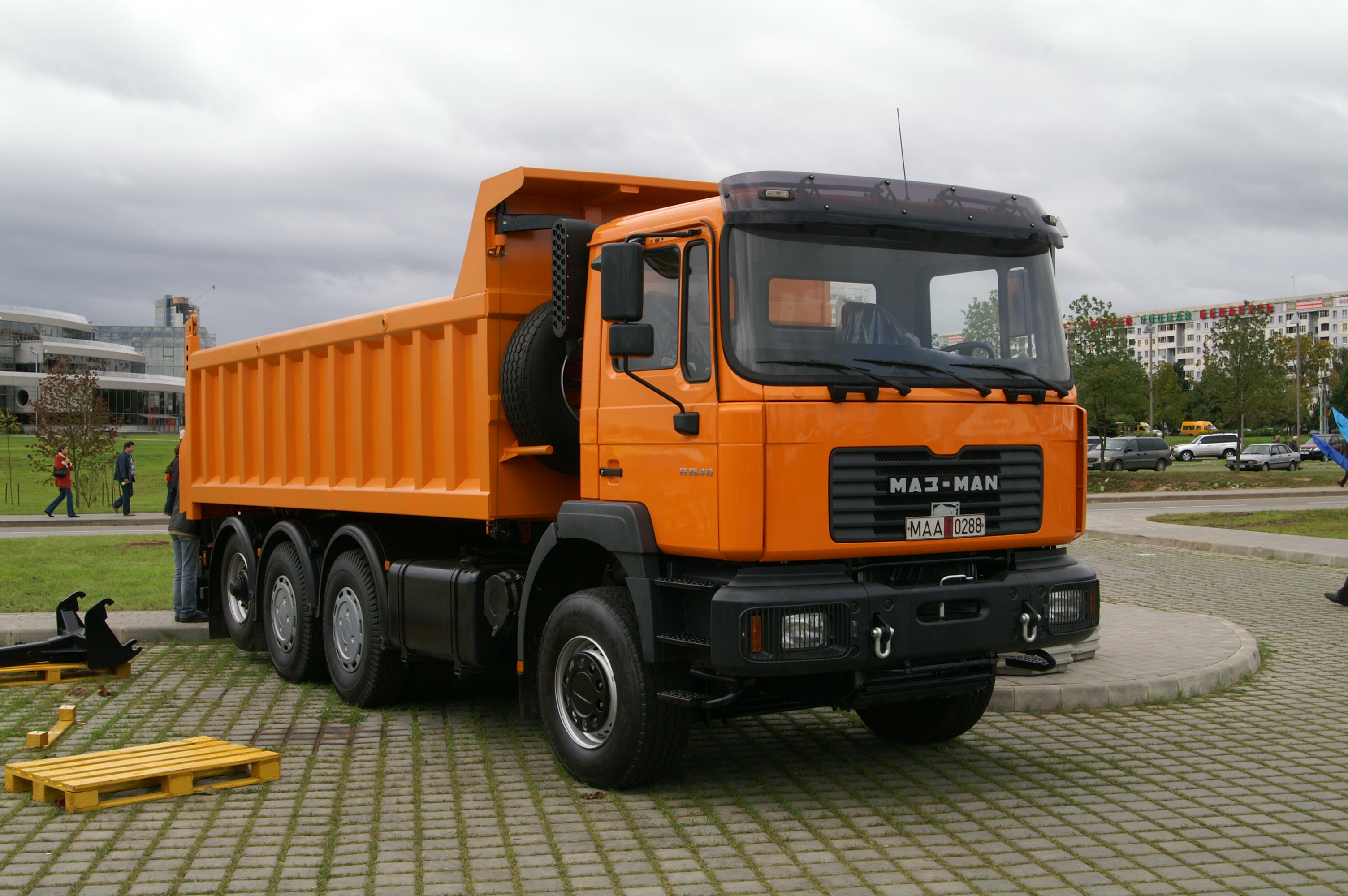
Самосвал МАЗ-MAN

В 1997 году совместно с немецким концерном «MAN» было создано белорусско-немецкое предприятие ЗАО «МАЗ-МАН», на котором к 1998 году было налажено серийное производство большегрузной автомобильной техники с использованием кабины и двигателя производства МАН и на шасси МАЗ.
Одним из приоритетных направлений предприятия является выпуск седельных тягачей для международных перевозок с колёсной формулой 4×2 и 6×4, пригодных для эксплуатации в Европе и соответствующих всем европейским требованиям.
Освоен выпуск бортовых грузовиков, самосвалов, фронтальных погрузчиков. На базе шасси МАЗ-МАН налажено производство бетоносмесителей, топливозаправочных автоцистерн и т. д.

## В спорте
Команда «МАЗ-СПОРТавто» принимает участие в различных ралли, проводящихся в мире.

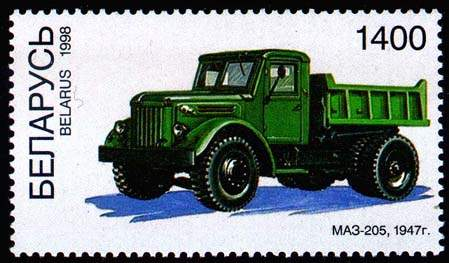
МАЗ-205, 1947 г.
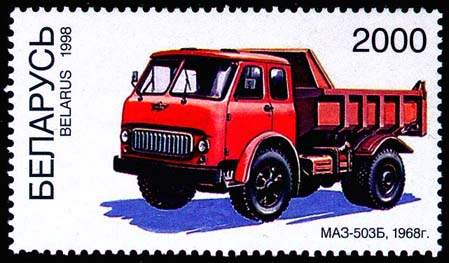
МАЗ-503Б, 1968 г.
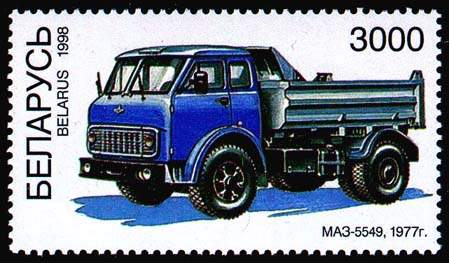
МАЗ-5549, 1977 г.
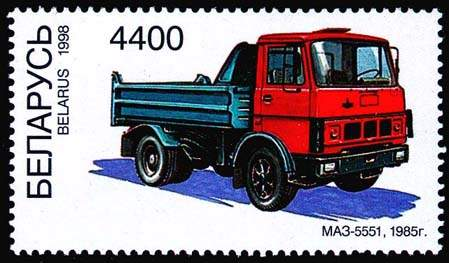
МАЗ-5551, 1985 г.
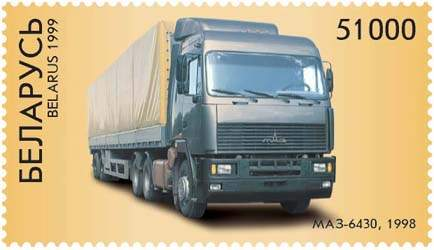
МАЗ-6430, 1998 г.
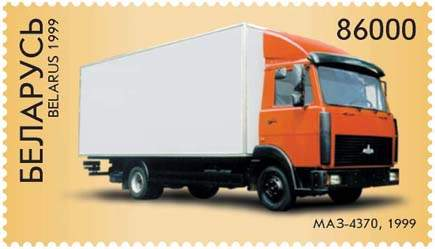
МАЗ-4370, 1999 г.

Под названием «Торпедо-МАЗ» в высшей лиге чемпионата Беларуси играл футбольный клуб «Торпедо» Минск.

## Награды
- Два ордена Ленина.
- Орден Октябрьской Революции.
- Памятный знак «За трудовую доблесть в девятой пятилетке».
- Почётное государственное знамя Республики Беларусь (6 августа 2004 года) — за особые достижения в хозяйственном развитии[41].